# Rozpad Jugosławii

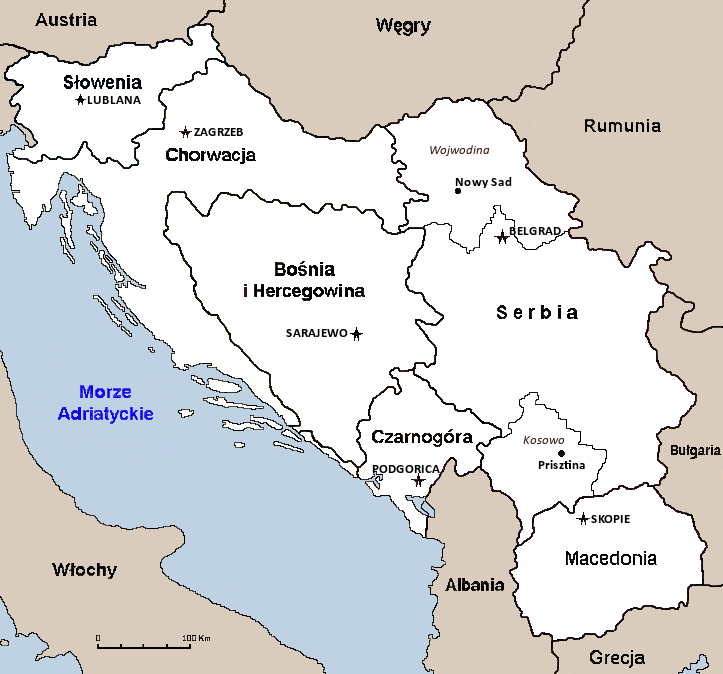
Podział dawnej Jugosławii

Rozpad Jugosławii (serb.-chorw. Raspad Jugoslavije) – proces, w wyniku którego stopniowo od 1991 roku doszło do rozpadu Socjalistycznej Federacyjnej Republiki Jugosławii i w konsekwencji do powstania niepodległych państw i konfliktów zbrojnych.
Przed rozpadem państwa Socjalistyczna Federalna Republika Jugosławii (SFRJ) obejmowała sześć republik: Bośnię i Hercegowinę, Chorwację, Macedonię, Czarnogórę, Serbię i Słowenię. Ponadto w skład Serbii wchodziły dwie prowincje autonomiczne Kosowo i Wojwodina. Podział ten wprowadził Josip Broz Tito w konstytucji z 31 stycznia 1946 roku.
Rozpad Jugosławii wynikał z wielu niezależnych od siebie czynników. Najważniejszymi z nich są: problemy ekonomiczne, ożywienie idei narodowych (szczególnie po nowelizacji konstytucji 21 lutego 1974 i śmierci Broz Tity 4 maja 1980), animozje historyczne oraz wpływ przemian ustrojowych w Europie Środkowo-Wschodniej.
Po śmierci Prezydenta SFR Jugosławii Josipa Broz-Tity (4 maja 1980 roku) ujawniły się napięcia narodowe w republikach wchodzących w skład państwa. W 1991 roku niepodległość proklamowały: Słowenia (25 czerwca), Chorwacja (25 czerwca) oraz Macedonia (17 września). 1 marca 1992 roku, po referendum, Bośnia i Hercegowina ogłosiła niepodległość jako Republika Bośni i Hercegowiny; po układzie z Dayton, w 1995 r., przemianowana na Bośnię i Hercegowinę. 27 kwietnia 1992 roku Serbia i Czarnogóra utworzyły Federalną Republikę Jugosławii. Ogłoszenie niepodległości przez Słowenię, Chorwację oraz Bośnię i Hercegowinę doprowadziło do wybuchu wojen z Serbią. W 1998 roku wybuchły walki serbsko-albańskie w Kosowie. Pod presją NATO (przeprowadzającego naloty bombowe) Serbia wycofała się z Kosowa w czerwcu 1999 roku. Wobec rozwoju dążeń separatystycznych w Czarnogórze, 4 lutego 2003 roku Federalna Republika Jugosławii przekształciła się w Serbię i Czarnogórę. W wyniku referendum niepodległościowego Serbia i Czarnogóra rozpadła się na dwa niepodległe państwa. Rozpad federacji nastąpił 3 czerwca 2006 roku, a sukcesję prawną Serbii i Czarnogóry przejęła Serbia. 17 lutego 2008 roku Kosowo ogłosiło jednostronną deklarację niepodległości. Wiele państw nie uznaje niepodległości Kosowa i uznaje jedność terytorialną Republiki Serbii.

## Przyczyny rozpadu

### Problemy gospodarcze Jugosławii

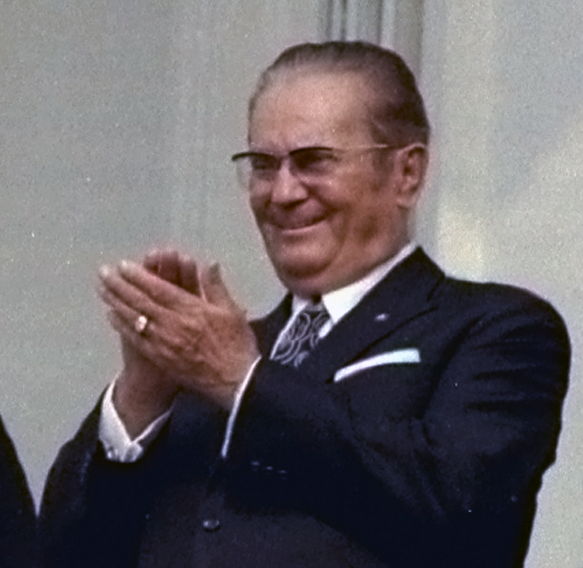
Prezydent Jugosławii, Przewodniczący Związku Komunistów Jugosławii, Marszałek Jugosławii towarzysz Tito

Josip Broz Tito zdawał sobie sprawę z możliwości rozpadu państwa. W ostatnich latach życia próbował stworzyć system gwarantujący utrzymanie jedności Jugosławii po jego śmierci, mogący powstać dzięki równouprawnieniu narodów. Pod koniec życia tow. Tito dążył do polepszenia pozycji najsłabszych republik wchodzących w skład Jugosławii: Bośni i Hercegowiny, Czarnogóry, Kosowa, Macedonii i Wojwodiny. Nowy podział nie przyniósł spodziewanego efektu. W przypadku Kosowa i Serbii doszło do rozbudzenia wzajemnej niechęci oraz spadku wymiany handlowej pomiędzy republikami. Po śmierci Prezydenta SFRJ publicznie zaczęto spekulować na temat rozpadu Jugosławii.
Słoweński badacz Aleksander Bajt zasugerował, że Jugosławia rozpadła się w wyniku problemów gospodarczych, wynikających z niewydolności systemu gospodarczego i nieudolności władz w organizacji życia narodów wchodzących w skład państwa. Bajt zwracał uwagę na upadek rządów komunistycznych na świecie (z naciskiem na rewolucje pokojowe w Europie Środkowo-Wschodniej w 1989 roku, znane jako Jesień Ludów) i śmierć Josipa Broz Tity w 1980 roku.
Po konflikcie ze Związkiem Radzieckim Jugosławia stała się państwem niezaangażowanym. Pomimo utrzymania systemu komunistycznego w latach 50 XX w. była wspomagana finansowo przez zachodnie państwa, a następnie przez pożyczki. W 1971 roku zadłużenie zagraniczne wynosiło 4 mld USD, w 1974 6,6 mld USD, a w 1978 roku ok. 11 mld USD. Europa Zachodnia zaprzestała pożyczania pieniędzy państwom bloku komunistycznego pod koniec 1981 roku. Po śmierci Broz Tity dług osiągnął 20,5 mld USD (1983) i wciąż rósł. W drugiej połowie lat 80 XX w. pogłębił się kryzys gospodarczy w Jugosławii – produkt narodowy spadał, zadłużenie zagraniczne oraz inflacja wzrosły, a dysproporcje wśród poszczególnych republik pogłębiły się. W latach 1980–1983 ceny dóbr konsumpcyjnych wzrastały średnio o 36%, a w 1984 o 67%. W 1984 roku co czwarty obywatel Jugosławii żył poniżej progu ubóstwa.
Próby zapobiegnięcia kryzysowi gospodarczemu poprzez zaciągnięcie obwarowanych surowymi warunkami pożyczek finansowych od Międzynarodowego Funduszu Walutowego, spełzły na niczym, gdyż Jugosławia pozostała przy nieefektywnej gospodarce centralnie planowanej. Sytuację polityczną pogorszył upadek firmy Agrokomerc zarządzanej przez Fikreta Abdicia. Upadek firmy kosztował gospodarkę Jugosławii około pół miliarda dolarów. Dla Serbów upadek Agrokomercu był dowodem na fiasko decentralizacji Jugosławii, a dla pozostałych republik argumentem, że była niedostateczna. Obok pogłębienia kryzysu politycznego Agrokomerc przyczynił się do upadku ideologii marksistowskiej wśród mieszkańców Słowenii i Chorwacji.
28 marca 1989 roku znowelizowano konstytucję. Zgodnie z nowymi poprawkami Kosowo i Wojwodina utraciły autonomię. Uchwalenie poprawek do konstytucji wywołało niepokoje w innych republikach (zwłaszcza w Słowenii i Chorwacji). W międzyczasie doszło do hiperinflacji, która osiągnęła poziom 2500%. Słowenia i Chorwacja podkreślały kwestie swojego udziału w finansowaniu federacji, który przewyższał udział innych republik (w 1989 roku na Słowenię przypadało ok. 35% łącznej krajowej produkcji przemysłowej i ok. 25% całego eksportu). Reformy gospodarcze premiera Jugosławii Branka Mikulica nie przyniosły efektu. Wkrótce ustąpił, a jego miejsce zajął Chorwat Ante Marković.
W celu ratowania gospodarki Marković przeprowadził wymianę pieniędzy, powołał giełdę oraz banki komercyjne. Dzięki tym działaniom udało mu się uzyskać pomoc zagraniczną. Reformy Markovicia nieznacznie poprawiły stan gospodarki Jugosławii. Jednocześnie zmiany w gospodarce doprowadziły do upadku wielu przedsiębiorstw oraz wzrostu bezrobocia.

### Nowa konstytucja z 1974 roku i ożywienie idei narodowych
Poszczególne społeczności w Jugosławii żyły we wzajemnej nieufności do siebie. Próbą realizacji egalitarnej polityki było uchwalenie nowej konstytucji dnia 21 lutego 1974 roku. Nowa ustawa zasadnicza zwiększała uprawnienia okręgów autonomicznych Kosowa i Wojwodiny oraz wprowadzała m.in. zasadę jednomyślności przy podejmowaniu ważniejszych decyzji centralnych. Z tego powodu nowe zapisy skrytykowali Serbowie. Serbowie sprzeciwiali się konstytucji ze względu na niezachowanie równoprawnego statusu przedstawicieli narodu serbskiego w innych republikach. W wyniku decentralizacji Serbowie w Chorwacji oraz w Bośni i Hercegowinie znaleźli się w gorszej sytuacji od Chorwatów i Muzułmanów mieszkających w tychże republikach. Po 1974 roku zaczęły odradzać się idee narodowe w społeczeństwach wchodzących w skład federacji. Procesy te przyspieszyło złagodzenie cenzury i ożywienie badań historycznych poszczególnych nacji, a następnie również kryzys gospodarczy i polityczny. Zjawiska te uwydatniły się zwłaszcza w Serbii, gdzie nastąpiło odrodzenie mitów odwołujących się do historii i tradycji państwa serbskiego. Dużą popularnością cieszyły się samizdaty Dobricy Ćosicia dotyczące serbskiej martyrologii. Ćosić zajmował się głównie rewizją historii XX wieku i określaniem roli Serbów w owym czasie. Ideę utworzenia państwa serbskiego utrudniało rozproszenie Serbów po całej Jugosławii. Idealistyczne plany zakładały zjednoczenie Serbów w ramach jednego państwa (koncepcja tzw. Wielkiej Serbii). Pierwszym propagatorem Wielkiej Serbii był Vojislav Šešelj, Serb z Sarajewa, postkomunista, aresztowany w 1984 roku za nawoływanie do podziału Bośni między Chorwatów i Serbów. Obok próby utworzenia niepodległej Serbii kosztem okrojenia sąsiednich republik, część serbskiego społeczeństwa sugerowała również utrzymanie państwa jugosłowiańskiego. Drugie stanowisko reprezentował Slobodan Milošević, przywódca serbskich komunistów. W latach 1991–1995, w społeczności Serbów, ścierały się obie koncepcje. Utworzenie Federalnej Republiki Jugosławii (nazywanej również „Nową Jugosławią” lub „Trzecią Jugosławią”) stanowił faktyczny przejaw wdrażania idei jugosławinizmu, idei zjednoczenia wszystkich narodów Słowian Południowych w ramach jednego państwa. Prawdopodobnie w środowisku Miloševicia koncepcja Wielkiej Serbii została przyjęta na początku 1991 roku.

#### Konflikt pomiędzy Serbią a Kosowem

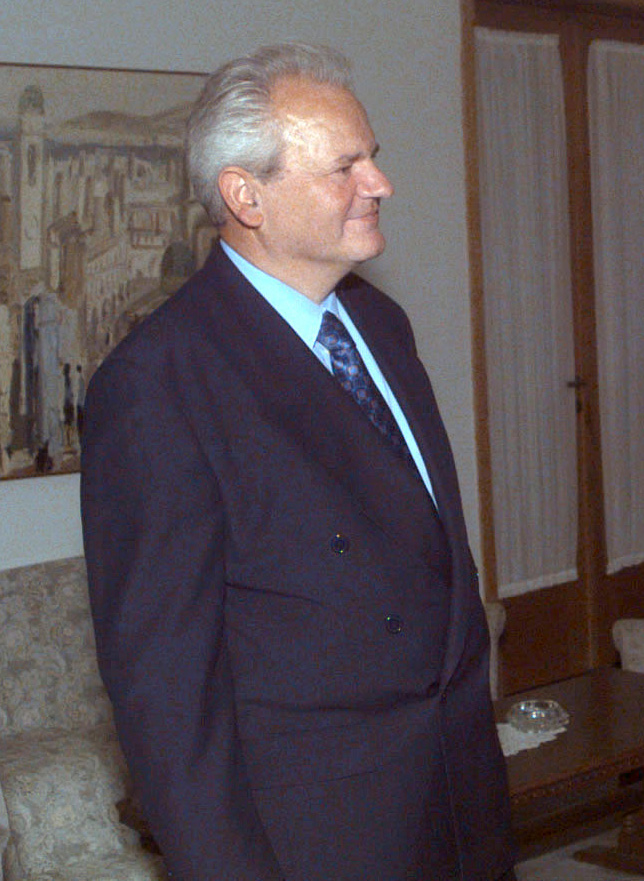
Slobodan Milošević

Zdaniem Bajta, dużą rolę w rozpadzie państwa odegrała Serbia, która od 1981 roku miała problemy z Albańczykami w Kosowie. Złe relacje doprowadziły do odrodzenia serbskiego nacjonalizmu. Konflikt między Serbami a Albańczykami ma związek z miejscem pamięci, jakim jest Kosowe Pole. W 1389 roku w Kosowym Polu miała miejsce bitwa, będącą jednym z najważniejszych wydarzeń w serbskiej świadomości historycznej. Bitwa zakończyła się pokonaniem armii serbskiej przez wojska tureckie. Wydarzenie to, na przestrzeni wieków, rozbudowano o nowe elementy i przekuto w mit narodowy. Starcie to miało miejsce w Kosowie i tam również znajdowały się średniowieczne stolice Serbii. Serbowie wykorzystywali owe fakty do usankcjonowania swojego prawa do Kosowa.

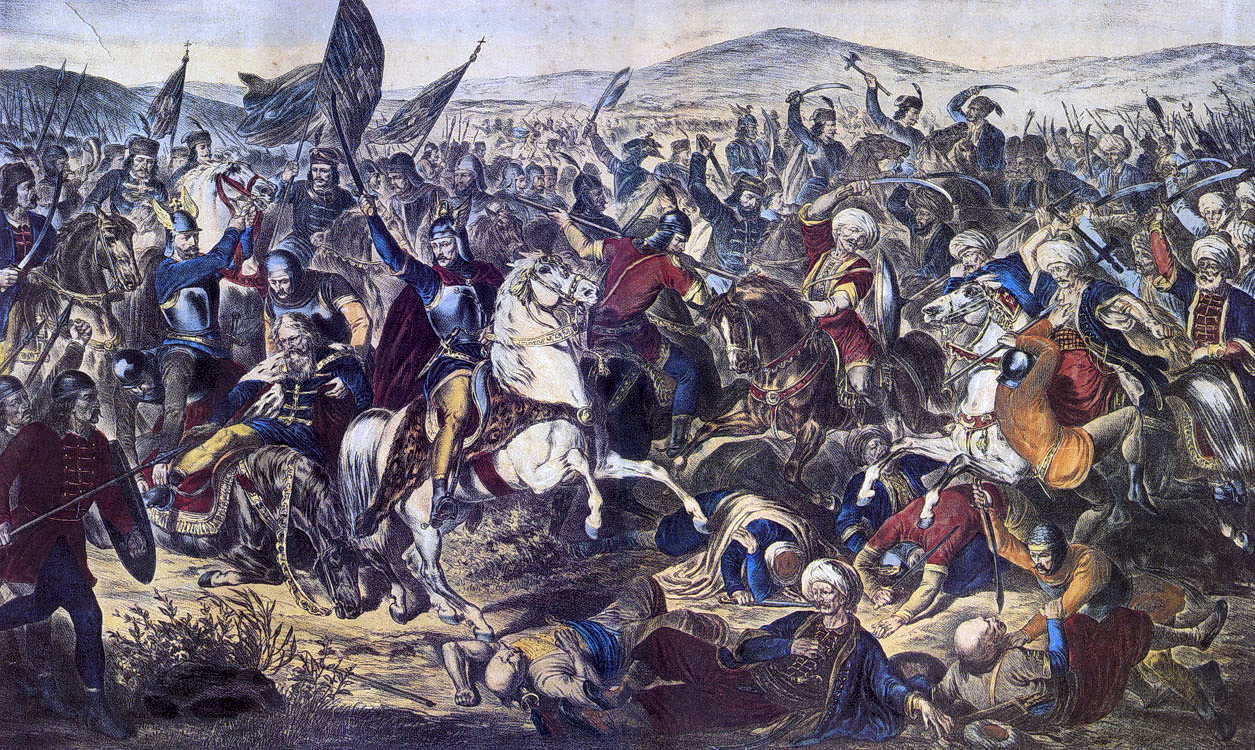
Bitwa na Kosowym Polu – obraz Adama Stefanovicia 1870

W XX w. konflikt pomiędzy Serbami i Albańczykami zaczął kształtować się już w II połowie lat 60 XX w. W Serbii niechętnie odnoszono się do przyznania szerokiej autonomii Kosowu i Wojwodinie. Podjęcie stanowiska przez Serbię wymagało zgody trzech stron, co znacząco hamowało wszelkie procesy decyzyjne. W latach 70 XX w., w Kosowie miały miejsce albańskie manifestacje i demonstracje, w których uczestnicy domagali się poszanowania swoich praw jako mniejszości narodowej, a także zwiększenia ich udziału w polityce republiki. W owym czasie władze SFRJ ignorowały problem Kosowa. Wprowadzano tylko doraźne środki w postaci aresztowania Albańczyków oskarżanych o separatyzm. Wraz z ewolucją dążeń Albańczyków Serbowie zaczęli postrzegać rosnący wpływ autonomii za duży problem. Na początku lat 80 XX w. odnotowano dużą liczę imigrantów serbskich i albańskich wyjeżdżających z Kosowa. Niejasne są powody wzrostu migracji. Zdaniem serbskiej socjolog Mariny Blagojević, ok. 70–80 tys. Serbów opuściło Kosowo w obawie przed prześladowaniami. W innych źródłach pojawia się hipoteza, że ludność mogła emigrować w wyniku bardzo złej sytuacji gospodarczej.

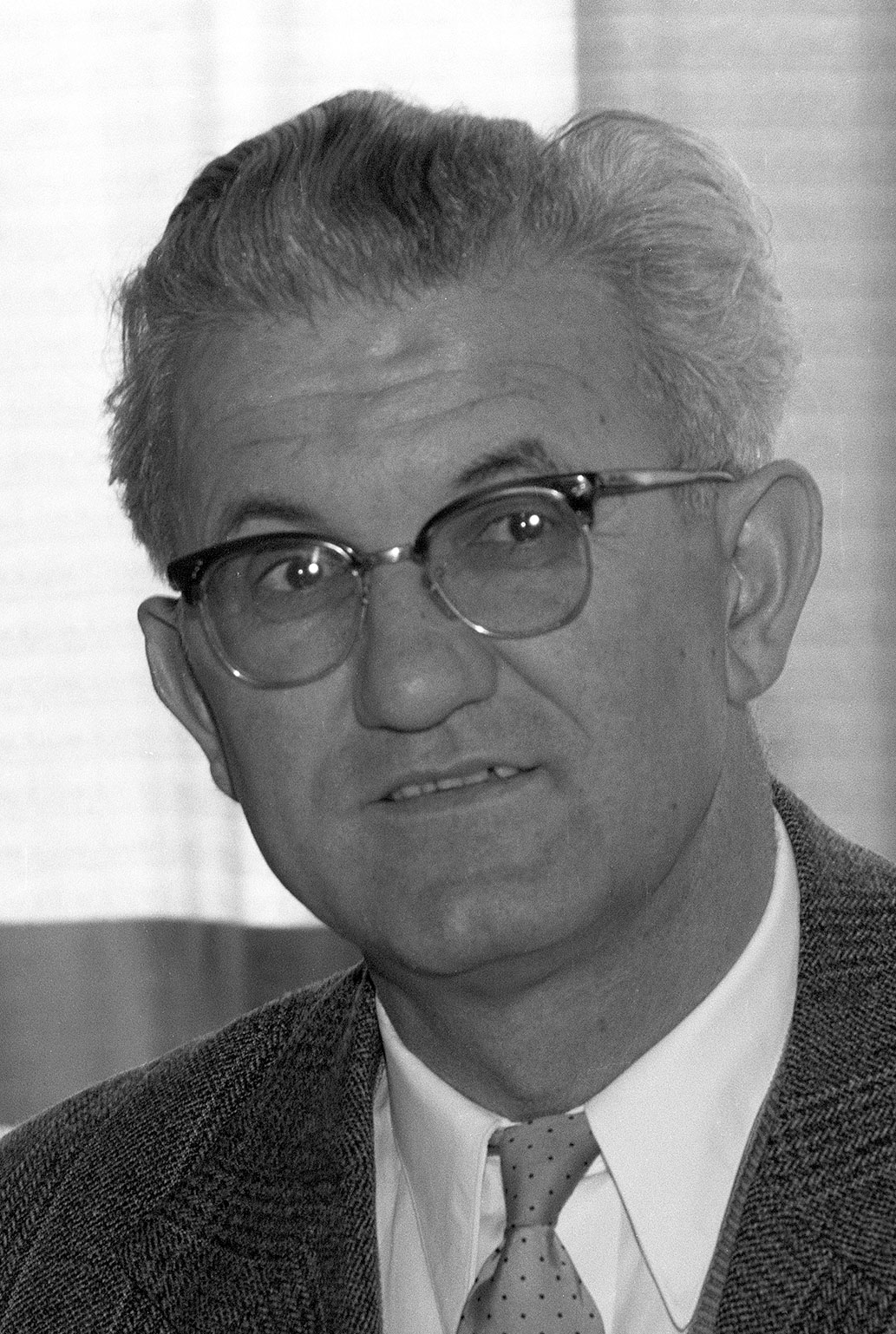
Petar Stambolić – od 15 maja 1982 do 15 maja 1983 przewodniczący prezydium Jugosławii

Na początku marca 1981 roku, w stolicy Kosowa Prisztinie, wybuchł protest studentów przeciwko złym warunkom mieszkalnym w kampusie uniwersyteckim w Prisztinie. Protest przekształcił się w demonstrację uliczną. W drugiej połowie marca miała miejsce druga manifestacja, tym razem z udziałem robotników. Protest robotniczy spacyfikowało wojsko. Po opanowaniu sytuacji jugosłowiańska armia rozpoczęły antyalbańską propagandę. Zaczęto powszechnie głosić, iż celem Albańczyków z Kosowa jest uniezależnienie się od Belgradu oraz przyłączenie regionu do Albanii. Antyalbańska propaganda podsyciła nienawiść Serbów do mieszkańców Kosowa. Serbowie, będący tamże w mniejszości, czuli się dyskryminowani przez muzułmańskich Albańczyków. Niechęć mieszkańców Kosowa do władzy w Belgradzie podsycały akty terrorystyczne przeprowadzane przez albańskich radykałów. Po stronie serbskiej można było słyszeć oskarżenia o, kierowanej przez Envera Hodżę, agenturze albańskiej. Serbscy komuniści, z Petarem Stamboliciem na czele, obawiali się dalszych wydarzeń.
W latach 1985, 1987 i 1988 dochodziło do zamieszek w Kosowie. Albańczycy domagali się uwolnienia działaczy partyjnych narodowości albańskiej, oskarżanych przez Belgrad o wzniecanie niepokojów. Przełom nastąpił w 1987 roku, kiedy to Slobodan Milošević objął przywództwo w Związku Komunistów Jugosławii. W dniach 24–25 kwietnia 1987 roku Milošević spotkał się kosowskimi aktywistami partyjnymi w Domu Kultury w Prisztinie. Podczas spotkania doszło do starcia między kosowską milicją a miejscowymi Serbami, chcącymi wykorzystać spotkanie do nagłośnienia swoich problemów. Nie wiadomo, czy zamieszki były spontaniczne lub czy doszło do prowokacji. W czasie walk milicjanci bili Serbów pałkami, a Serbowie rzucali kamieniami z traktora, zostawionym w pobliżu Domu Kultury. Podczas burdy Milošević wyszedł do manifestujących Serbów i krzyczał  Nikt nie ma prawa was bić ("Niko ne sme da vas bije"). Do kolejnych zamieszek w Kosowie doszło w 1989 roku, kiedy wprowadzono stan wyjątkowy oraz aresztowano szefa albańskich komunistów Azema Vllasiego. W tym samym czasie Milošević organizował kolejne serbskie demonstracje.

### Animozje po II wojnie światowej
Wpływ na przebieg wydarzeń w Chorwacji i w Bośni i Hercegowinie miały wydarzenia z czasów II wojny światowej, które odcisnęły głębokie piętno w pamięci miejscowej ludności. Wskutek współpracy Chorwatów z Niemcami i Włochami utworzono Niepodległe Państwo Chorwackie (NDH) z Ante Paveliciem na czele. Muzułmanie z Bośni i Hercegowiny podjęli próbę uzyskania autonomii, kierując, w listopadzie 1942 roku, memorandum do Adolfa Hitlera, w którym przekonywali, że są ludem pochodzącym od Gotów i przybyli na Bałkany w III wieku jako plemię germańskie. W latach 1942–1943 w szeregach Waffen-SS służyło ok. 20–25 tys. żołnierzy albańskich i chorwackich. Pamięć o zbrodniach chorwackiego ruchu ultranacjonalistycznego ustaszy była żywa wśród Serbów chorwackich, gdzie nadal żyli świadkowie pamiętający II wojnę światową.
Główną ofiarą zbrodni Waffen-SS na terenie Jugosławii była ludność serbska. Serbowie byli umieszczani w obozach koncentracyjnych lub mordowani (w obozie koncentracyjnym w Jasenovacu zginęło ok. 200 tys. osób; łącznie podczas wojny zginęło od 295 do 344 tys. Serbów), zmuszani do ucieczki poza NDH oraz do przejścia na katolicyzm. Zakazano posługiwania się cyrylicą, zamykano serbskie szkoły wyznaniowe, usuwano Serbów z instytucji publicznych oraz konfiskowano własności patriarchatu serbskiego. Prześladowanie ludności serbskiej odegrało dużą rolę w ukształtowaniu się serbskiego nacjonalizmu. Serbskie ruchy nacjonalistyczne z przełomu lat 80 XX w. i 90 XX w. bardzo często posługiwały się narracją historyczną ukazującą m.in. popełnione przez Chorwatów ludobójstwo w obozie w Jasenovacu.

### Inne przyczyny
Obok wyżej wspominanych, jako przyczyny rozpadu Jugosławii wyróżnia się również:
- spadek popularności elit politycznych po śmierci Broz Tity – nowi przywódcy wobec braku charyzmatycznego lidera nie byli w stanie przekonać do siebie Jugosłowian[27];
- wystąpienie przeciwko sobie Cerkwi i Kościoła katolickiego – dwie najważniejsze organizacje religijne w Jugosławii przestały uznawać władze komunistyczne za największego przeciwnika i zwróciły się przeciwko sobie, tworząc dwa bloki nacjonalistyczne (serbski i chorwacki). Wpływ na ten czynnik miały również komunistyczne kierownictwa w poszczególnych republikach (Słowenii, Chorwacji i Serbii), które uznały, że po ewentualnym rozpadzie Jugosławii religia może pomóc w sprawowaniu władzy[28]. W Chorwacji hierarchowie kościelni byli w sporze z władzami na temat działalności kardynała Alojzije Viktora Stepinaca podczas II wojny światowej[6];
- demokratyzacja Europy Środkowo-Wschodniej – państwa zachodnie przestały dbać o specjalne stosunki z Belgradem, stanowiącym most pomiędzy Europą Zachodnią a Wschodnią. Priorytetem polityki zachodniej po obaleniu muru berlińskiego stało się włączenie do europejskiego ładu Polski, Czechosłowacji i Węgier. Sukces państw Europy Środkowej skłonił Słowenię i Chorwację do wzmożenia działań w celu odłączenia się od Jugosławii[29];
- pogłębienie się delegitymizacji reżimu połączonego z osłabieniem psychologicznego wpływu II wojny światowej – mit wspólnej walki z nazistami i faszystami zastąpiono podejściem etnopolitycznym, podkreślającym przynależność narodową[30]. Zdaniem komunistów, za sprawą wspólnej walki z faszyzmem i nazizmem i utworzenia JAN doszło do zjednoczenia i zrewolucjonizowania państwa, a co za tym idzie, Jugosławia nie mogła pójść drogą pozostałych państw komunistycznych w Europie[31];
- niespójność struktury instytucjonalnej, niepasującej do rzeczywistości Bałkanów Zachodnich[32];
- niski poziom intelektualny przedstawicieli władzy i brak gotowości do zmian – nieprzygotowanie władz ograniczyło zdolność do adaptacji w nowych warunkach oraz chęć do przeprowadzenia zmian w państwie[27];
- wzrost wpływów wartości zachodnich – to wzrost wartości liberalno-demokratycznych kontrastujących z brakiem chęci władz komunistycznych do sprawdzenia własnej legitymacji na drodze wolnych wyborów[33];
- konflikt pomiędzy władzą centralną a przedstawicielami organów krajów związkowych – niektórzy przedstawiciele organów krajów związkowych świadomi rozpadu państwa zaczęli przygotowywać się do niepodległości republik[32];
- nierównoczesność wyborów w republikach, które przełożyły się na homogenizację narodową, szczególnie w Słowenii i Chorwacji[26];
- duża rola Republiki Federalnej Niemiec zmierzającej do celowego rozbicia Jugosławii[26];
- nierówności gospodarcze w poszczególnych republikach[26].

Duży problem sprawia wyznaczenie przybliżonej daty rozpoczęcia procesu zmian w Jugosławii, doprowadzających do rozpadu państwa i utworzenia na jej miejscu nowych państw. Wśród części autorów z byłej Jugosławii panuje pogląd, że pierwsze symptomy rozpadu państwa pojawiły się na przełomie lat 60 i 70 XX wieku (a w szczególności po przyjęciu nowej konstytucji w 1974 roku). Zdaniem Waldemara Szulika proces rozpoczął się po śmierci Broz Tity. Chorwacki historyk Vjekoslav Perica uznał za przełomowy rok 1984, kiedy to rozpoczął się konflikt pomiędzy Cerkwią i Kościołem katolickim oraz rozpoczęto publiczne dyskusje na temat rozpadu Jugosławii. Jane Sharp stwierdziła, że przełomowym wydarzeniem było dojście do władzy Slobodana Miloševicia.

## Początek rozpadu
Jesienią 1989 roku Słowenia oraz Chorwacja zezwoliły na działalność niekomunistycznych partii politycznych. Najsilniejszym ugrupowaniem w Słowenii stała się Demokratyczna Opozycja Słowenii (DEMOS) – koalicja różnych, mniejszych partii, środowisk i ugrupowań, dążących do uzyskania niepodległości i rozpoczęcia integracji z Europą Zachodnią. W skład koalicji wychodziły następujące partie: Liberalna Demokracja Słowenii (LDS), Słoweńscy Chrześcijańscy Demokraci (SKD), Słoweńska Partia Ludowa (SLS), Socjaldemokratyczna Partia Słowenii (SDSS), Zieloni Słowenii (ZS), Zjednoczona Lista (ZL). DEMOS nie wykluczał zastąpienia jugosłowiańskiej federacji tymczasową konfederacją. Podobne dążenia były widoczne też w Chorwacji. Najpopularniejszymi chorwackimi ugrupowaniami były Partia Demokratycznych Przemian (Stranka demokratskih promjena, SDP) Ivicy Račana i postkomunistyczna Chorwacka Wspólnota Demokratyczna (Hrvatska demokratska zajednica, HDZ) Franjo Tuđmana. Na terenach zamieszkanych przez Serbów coraz większe wpływy miała (powstała 17 lutego 1990 roku) Serbska Partia Demokratyczna Jovana Raškovicia. 27 marca 1990 roku w Bośni i Hercegowinie powstała Partia Akcji Demokratycznej. Jej liderem został Alija Izetbegović.
8 i 22 kwietnia odbyły się wybory parlamentarne w Słowenii, a 22 i 23 kwietnia oraz 6 i 7 maja wybory parlamentarne w Chorwacji. W Słowenii zwyciężyła koalicja DEMOS-u, która uzyskała 55% głosów. Komuniści zdobyli 17% głosów. W Chorwacji HDZ zdobył 42% głosów, ale dzięki ordynacji wyborczej, preferującej duże ugrupowania polityczne, uzyskała większość mandatów w parlamencie. W czasie wyborów parlamentarnych w Słowenii odbyły się równocześnie wybory prezydenckie, które wygrał Milan Kučan. W pierwszej turze otrzymał 44,4% głosów, a w drugiej 58,3%. 30 maja 1990 roku parlament Chorwacji wybrał na stanowisko prezydenta Franjo Tuđmana. Spośród 331 posłów, 281 poparło Tuđmana. Przewodniczący Prezydium SFRJ Borisav Jović krytykował dążenia niepodległościowe Słowenii i Chorwacji.
2 lipca 1990 roku parlament Słowenii przyjął Deklarację suwerenności państwowej Republiki Słowenii. Deklaracja nie była równoznaczna z ogłoszeniem niepodległości. 22 grudnia Chorwacja przyjęła nową konstytucję. 23 grudnia odbyło się referendum w Słowenii. Frekwencja wyniosła 94%, a za niepodległością zagłosowało 89% uprawnionych do głosowania.
19 lipca 1990 roku Związek Komunistów Serbii przekształcono w Socjalistyczną Partię Serbii (serb. Socijalistička partija Srbije; SPS). Społeczeństwo negatywnie oceniało działalność SPS. Krytykowano partię za brak realizacji obietnic wyborczych. W 1991 roku opozycja zorganizowała protesty przeciwko SPS.
W październiku 1990 roku zaczęły powstawać formacje paramilitarne pod bezpośrednią kontrolą Slobodana Miloševicia. Do końca października utworzono Serbską Straż Ochotniczną, dowodzoną przez polityka i gangstera Željko Ražnatovicia (lepiej znanego pod pseudonimem „Arkan”). Milošević objął również kontrolą reaktywowany przez Vojislava Šešelja Serbski Ruch Czetników, działający w Chorwacji.
W październiku 1990 roku, na podstawie przeprowadzonego wcześniej referendum, proklamowano Serbski Autonomiczny Okręg Krajina. Referendum nie zostało uznane przez Chorwację, co sprowokowało starcia pomiędzy chorwacką milicją a Serbami. Do zamieszek zaczęło dochodzić także w Slawonii. W Benkovacu Serbowie zabrali broń z rezerw policyjnych i ustanowili barykady blokujące ruch na drogach. Pomimo apeli parlament Chorwacji nie zgodził się na przeprowadzenie plebiscytu narodowościowego, a Serbowie nie zaniechali blokad.
Pomimo zniesienia stanu wyjątkowego w Kosowie sytuacja w okręgu nie uległa zmianie. W 1990 roku parlament Kosowa ogłosił niepodległość od Serbii. Reakcją Serbów było rozwiązanie kosowskiego parlamentu, co nasiliło kryzys polityczny. Jedynymi republikami domagającymi się utrzymania federacji były Serbia oraz Czarnogóra. W 1991 roku, w Belgradzie, odbyły się demonstracje przeciwko nacjonalistycznej polityce, które zostały rozpędzone przez siły bezpieczeństwa i wojsko.

### Reakcja państw zachodnich wobec rozpadu Jugosławii
Rozpad Jugosławii przyspieszyły czynniki zewnętrzne. Początkowo państwa zachodnie popierały utrzymanie jedności Jugosławii, jednakże wkrótce te stanowiska uległy zmianie. W marcu 1991 roku Europejska Wspólnota Gospodarcza (EWG), Organizacja Bezpieczeństwa i Współpracy w Europie (OBWE) oraz amerykański sekretarz stanu, James Baker, zaapelowali o pokojowe zażegnanie konfliktu. Baker dodał, że Stany Zjednoczone nie uznają żadnych jednostronnych ruchów separatystycznych. W kwietniu stanowisko Europy Zachodniej uległo zmianie. Państwa EWG uznały niepodległość Słowenii i Chorwacji 15 stycznia 1992 roku. 6 kwietnia 1992 roku EWG i Stany Zjednoczone uznały niepodległość Bośni i Hercegowiny.
Poparcie dla niepodległości Słowenii i Chorwacji wyrażały Niemcy, Austria i Watykan. Niemcy uznały niepodległość Słowenii i Chorwacji 23 grudnia 1991 roku.
Federalna Republika Jugosławii oficjalnie głosiła, że ingerencja Europejskiej Wspólnoty Gospodarczej oraz Watykanu stanowi „akt agresji przeciwko Jugosławii”.
Prezydent Francji François Mitterrand popierał politykę serbską, jednak stanowisko Francji zmieniało się ze względu na chęć uniknięcia konfliktu z Niemcami. Minister spraw zagranicznych Niemiec, Klaus Kinkel, 24 maja 1992 roku oświadczył, że Niemcy muszą rzucić Serbów na kolana. Polityka Niemiec wobec rozpadu Jugosławii spotkała się z krytyką. Według Ericha Schmidt-Eenbooma, kierownika Instytutu Badań nad Pokojem w Weilheim in Oberbayern, niemiecka agencja wywiadowcza Bundesnachrichtendienst (BND), w latach 1979–1983, współpracowała z Chorwatami żyjącymi na emigracji, by poprzez ich kontakty w Zagrzebiu przyspieszyć rozbicie państwa. Pogląd Schmidt-Eenbooma nie został potwierdzony. Nie wiadomo, czy w ogóle niemiecki wywiad działał na rzecz rozpadu Jugosławii. Podczas wojny w Bośni Grecja, Bułgaria i Rosja oficjalnie popierały Serbię.

## Słowenia i Chorwacja

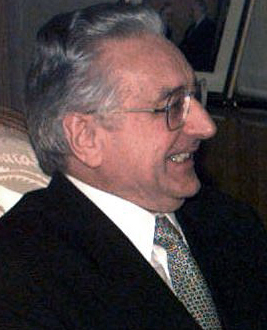
Franjo Tuđman – prezydent Chorwacji w latach 1990–1999

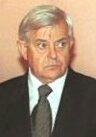
Milan Kučan – prezydent Słowenii w latach 1991–2002

W lutym 1991 roku odbyły się kolejne rozmowy w sprawie określenia federacji jugosłowiańskiej. Na spotkanie nie przybył prezydent Chorwacji – Franjo Tuđman, a przewodniczący (prezydent Republiki Słowenii), Milan Kučan, opuścił spotkanie po pierwszym dniu obrad. Jeszcze w tym samym miesiącu parlamenty Słowenii oraz Chorwacji znowelizowały konstytucję, wprowadzając poprawki umożliwiające odłączenie się od Jugosławii. 16 maja Parlament Serbskiego Autonomicznego Okręgu Krajiny ogłosił secesję Krajiny w Chorwacji, którą w większości zamieszkiwali Serbowie. Prezydent Chorwacji oskarżył wówczas władze serbskie o zepchnięcie Jugosławii na krawędź wojny domowej. 19 maja w Chorwacji odbyło się referendum niepodległościowe. Referendum nie odbyło się w Krajinie. Frekwencja wyniosła 83%. 94,17% głosujących zagłosowało za niepodległością Chorwacji. Po ogłoszeniu wyników rząd Chorwacji ogłosił, że jeśli do 30 czerwca 1991 roku Jugosławia nie przekształci się w konfederację, Chorwacja odłączy się od federacji.
Pod wpływem nasilających się konfliktów etnicznych przybrały na sile postawy nacjonalistyczne. 25 czerwca 1991 roku Słowenia oraz Chorwacja ogłosiły niepodległość. W odpowiedzi 27 czerwca Serbowie z Serbskiego Regionu Autonomicznego w Krajinie i bośniackiej Krajiny proklamowali Deklarację, zgodnie z którą obie strony będą dążyć do zjednoczenia ziem zamieszkałych przez ludność serbską.

### Wojna w Słowenii
27 czerwca 1991 roku, dwa dni po ogłoszeniu niepodległości, Słowenię zaatakowała Jugosłowiańska Armia Narodowa (serb. Jugoslovenska narodna armija, JNA), rozpoczynając tym samym wojnę dziesięciodniową. W konflikcie wzięły udział wojska znajdujące się w koszarach w Słowenii oraz stacjonujące w innych regionach, które wyruszyły na Słowenię. Celem Słoweńców było wyparcie wojsk JNA z ich terytorium. Jugosławia tłumaczyła, że zaatakowała Słowenię w celu ochrony granicy państwowej i zapobiegnięciu niepodległości Słowenii, która mogłaby zachęcić pozostałe republiki do usamodzielnienia się. Jugosławia, spodziewając się niewielkiego oporu ze strony Słoweńców, nie wysłała wszystkich swoich sił federalnych. Siły jugosłowiańskie liczyły 22 tys. osób, a słoweńskie 35 tys. żołnierzy, wchodzących w skład utworzonej przez rząd Słowenii Siły Obrony Terytorialnej, i 10 tys. policjantów. Opór ludności cywilnej, zaciętość Sił Obrony Terytorialnej i policji zaskoczyła JNA. Nieliczne wojska jugosłowiańskie osadzone w koszarach w Słowenii miały zostać wsparte oddziałami z głębi Jugosławii. Pomimo otrzymania wsparcia JNA nie udało się przełamać oporu Sił Obrony Terytorialnej i policji. Działania zbrojne w Słowenii przerwano 7 lipca. Wojna zakończyła się porażką JNA. Szybkie podpisanie traktatu pokojowego wynikało z braku mniejszości serbskiej w Słowenii. Według przybliżonych szacunków, po stronie słoweńskiej zginęło 19 osób, a 182 odniosły rany, podczas gdy po stronie JNA zginęło 44 żołnierzy, a 146 odniosło rany. Ponadto podczas wojny zginęło dwunastu cudzoziemców.

### Wojna w Chorwacji

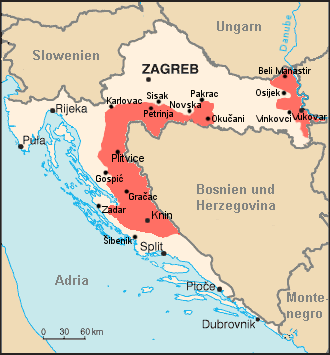
Republika Serbskiej Krajiny

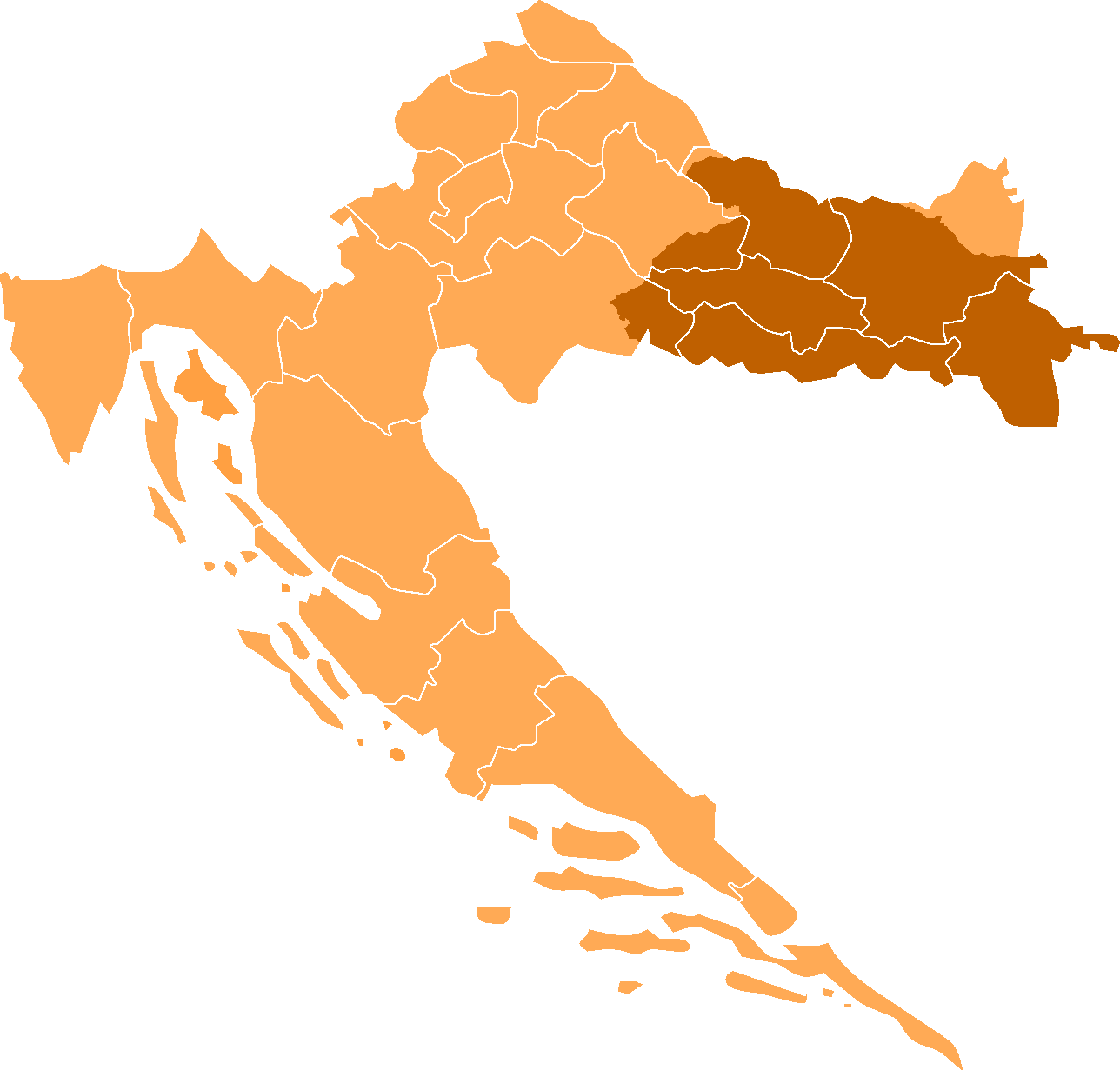
Teren Slawonii zaznaczony na mapie Chorwacji

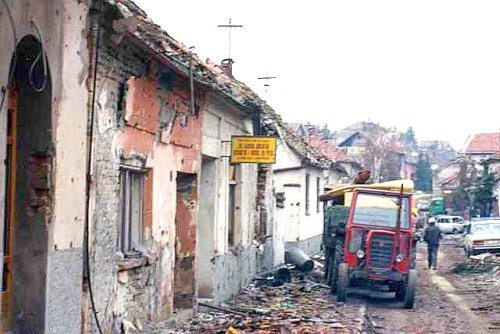
Zniszczona ulica w Vukovarze, listopad 1991

28 czerwca 1991 roku JNA zaatakowała Chorwację. Początkowe incydenty zbrojne przerodziły się 15 lipca w regularną wojnę. Dysponująca przewagą techniczną JNA, wspierana przez Serbów z Krajiny i Slawonii odnosiła duże sukcesy. Oficjalnym powodem zaatakowania Chorwacji była obrona integralności państwa, jednak z czasem głównym celem JNA stała się obrona Serbów. Początkowo wśród żołnierzy JNA byli zarówno żołnierze serbscy i chorwaccy, jednak po zmianie celu Chorwaci dezerterowali z wojska.
25 sierpnia 1991 roku 36 tys. żołnierzy JNA i serbskie siły paramilitarne zaatakowały Vukovar. Miasta broniło 1800 bojówkarzy należących do Gwardii Narodowej. 18 listopada siły JNA wkroczyły do miasta. Według szacunków straty poniesione przez Chorwatów w Vukovarze wyniosły ok. 3,5 tys. ludzi (zarówno członków Gwardii Narodowej, jak i uzbrojonych cywili oraz rannych wymordowanych w szpitalu), podczas gdy po stronie JNA i serbskich sił paramilitarnych zginęło 4 tys. żołnierzy. Około 200 osób zamordowano w pobliskim obozie Ovčara, 50 przewieziono do nieznanego miejsca, gdzie ślad po nich zaginął. Ponadto Serbowie wywieźli kilka tysięcy mieszkańców Vukovaru do innych obozów, gdzie poddawali ich torturom podczas przesłuchań. W październiku 1996 roku Międzynarodowy Trybunał Karny dla byłej Jugosławii potwierdził, że w Ovčarze pochowano ciała pacjentów z vukovarskiego szpitala. Do 2007 roku ekshumowano 1982 ciała ofiar oblężenia miasta (z czego 200 w Ovčarze). Nieznany jest los 486 zaginionych podczas ofensywy JNA. Mordami w Ovčarze kierował burmistrz Vukovaru – Slavko Dokmanović.
5 września 1991 roku ONZ nałożyła embargo na broń do Jugosławii. 1 października JNA nasiliła ofensywę na wschodzie Chorwacji, a siły serbskie zaatakowały Dubrownik. 21 grudnia proklamowano powstanie Republiki Serbskiej Krajiny.
7 września 1991 roku w Hadze odbyła się konferencja pokojowa pod przewodnictwem lorda Petera Caringtona. Konferencja powołała komitet arbitrażowy (Komisję Badintera), mający na celu przekonanie byłych republik do zawieszenia broni. Sekretarz stanu USA, Cyrus Vance, zdołał doprowadzić do podpisania porozumienia pomiędzy Serbią a Chorwacją. 4 października w Hadze spotkali się Hans van den Broek, lord Carington, Henry Wijneands, przywódcy Chorwacji i Jugosławii i generał Veljko Kadijević. Tematem spotkania było ustalenie tematów do dalszych posiedzeń. Kolejne spotkanie odbyło się 18 października. 11 grudnia oficjalnie ogłoszono wprowadzenie planu pokojowego Vance’a. Przeciwnikiem planu był prezydent Republiki Serbskiej Krajiny – Milan Babić. Stanowisko Babicia potępił prezydent Serbii. 8 stycznia 1992 roku Milošević oświadczył w liście otwartym do Babicia, że odrzucenie opieki sił pokojowych ONZ stawia pod znakiem zapytania najważniejsze interesy narodu serbskiego, które mogą doprowadzić do dalszej śmierci ludności i odrzucenia pokojowych metod rozwiązania kryzysu. 9 lutego 1992 roku parlament Republiki Serbskiej Krajiny zaakceptował plan Vance’a. Pod koniec lutego znowelizowano konstytucję Republiki Serbskiej Krajiny. W nowych zapisach uznano, że republika składa się z trzech regionów. Ponadto wybrano nowy rząd i prezydenta, którym został Goran Hadžić. Po przyjęciu planu do dymisji podał się minister obrony narodowej Veljko Kadijević. Jego miejsce zajął Blagoje Adžić. Do stycznia 1992 roku obie strony konfliktu przyjęły piętnaście porozumień pokojowych, które zrywano zaraz po ich podpisaniu.
W lutym 1992 roku na terenie byłej Jugosławii pojawiły się siły pokojowe UNPROFOR. Misję ustanowiono na mocy rezolucji S/RES/743 Rady Bezpieczeństwa ONZ. Jej celem było zapobieżeniu eskalacji konfliktu w regionie. Początkowo UNPROFOR miała działać wyłącznie w Chorwacji, jednak jej mandat powiększono m.in. o obserwowanie innych terytoriów, pełnienie funkcji granicznych czy też kontrolę przepływu ludności w strefach. UNPROFOR mógł użyć siły tylko w ramach obrony i w reakcji na ataki ze strefy bezpieczeństwa. 31 marca 1994 roku UNPROFOR przekształcono w trzy oddzielne misje, mające ze sobą kontakt: UNCRO w Chorwacji, UNMIBH w Bośni i Hercegowinie i UNPREDEP w Macedonii.
W 1993 roku wznowiono walki w Krajinie. W czerwcu 1993 roku w Republice Serbskiej Krajiny odbyło się referendum, w którym chorwaccy Serbowie mieli stwierdzić, czy pragną suwerenności Krajiny czy też zjednoczenia z Republiką Serbską i innymi państwami serbskimi. W głosowaniu wzięło udział 301 592 osób uprawnionych do głosowania (95,11%), z czego 98,61% odpowiedziało na oba pytania twierdząco. 28 czerwca 1993 roku miała odbyć się zjednoczeniowa sesja serbskich parlamentów, jednak w wyniku konfliktu parlamentarzystów nie doszła ona do skutku.
Na początku 1995 roku eksperci ze Stanów Zjednoczonych, Niemiec, Rosji i Wielkiej Brytanii zaproponowali plan Z-4. Plan przewidział utworzenie szerokiej autonomii politycznej regionom Krajiny, w których Serbowie stanowili większość. O sprawach wewnętrznych okręgu miały decydować serbskie władze. Autonomia miała zachować swoją nazwę, flagę, herb, język urzędowy i zgodę na stosowanie cyrylicy. Porządku pilnowałaby policja serbska. Serbska Krajina miała mieć własną walutę. Chorwacja kierowałaby polityką zagraniczną, handlem międzynarodowym i obroną granic. Wojsko chorwackie miało przebywać w Serbskiej Krajinie tylko za zgodą jej władz. Przez kilka lat Slawonia miała pozostać pod protektoratem międzynarodowym. Los regionu miał być ostatecznie ustalony na drodze referendum. Chorwacja odrzuciła plan.
2 maja 1995 roku wojsko chorwackie zaatakowało Zachodnią Slawonię. Obszar ten zajęli 4 maja. W odpowiedzi Serbowie ostrzelali Zagrzeb z broni rakietowej (zob. atak rakietowy na Zagrzeb). 4 sierpnia, w ramach operacji „Burza” (Oluja), Chorwaci zaatakowali Krajinę. Podczas ataku wojsk chorwackich z Krajiny uciekło ok. 200–250 tys. Serbów. 12 listopada 1995 roku podpisano porozumienie pokojowe, na mocy którego Chorwacja odzyskała kontrolę nad całą Slawonią.
Podczas starć obie strony dopuszczały się mordów na ludności cywilnej. W wyniku wojny serbsko-chorwackiej po obu stronach zginęło ok. 10 tys. osób (licząc żołnierzy i osoby cywilne). 3 tys. uznano za zaginione. Swoje domy opuściło ok. 380 tys. Chorwatów i 120 tys. Serbów. Podczas operacji „Burza” wypędzono 100 tys. Serbów. Po zakończeniu wojny większość Serbów została w Serbii lub w Bośni i Hercegowinie. W latach 1991–1995 uznano za osoby zaginione ok. 1500 osób. Żołnierze chorwaccy dopuszczali się grabieży, gwałtów i rozstrzeliwań cywilów. Po zakończeniu walk podpalano serbskie domy, by uniemożliwić powrót ich mieszkańców. Produkt krajowy brutto w Chorwacji podczas wojny zmniejszył się o połowę, z 16 mld w 1991 roku do 8 mld w 1995 roku. Zniszczono kilkaset zabytków, budynków użyteczności publicznej, zespół urbanistyczny w Dubrowniku i cały Vukovar.

## Macedonia

Flaga Macedonii w latach 1992–1995

Proces rozpadu Jugosławii objął również Macedonię. Macedonia odeszła z Jugosławii stosunkowo szybko i łatwo, pomimo bycia niewielkim i biednym państwem rolniczym, pozbawionym liczących się bogactw naturalnych. Rząd w Belgradzie nie stwarzał problemów Macedonii zdając sobie sprawę, że kraj ten jest zamieszkany przez wiele narodowości i może wzbudzić w przyszłości problemy. 11 listopada 1990 roku odbyły się wybory parlamentarne, które wygrała Wewnętrzna Macedońska Organizacja Rewolucyjna – Demokratyczna Partia Narodowej Jedności Macedonii. 25 stycznia 1991 roku Zgromadzenie przyjęło deklarację o suwerenności Socjalistycznej Republiki Macedonii. Parlament wybrał na prezydenta republiki socjaldemokratę – Kiro Gligorowa. Rozpoczęto również prace nad uchwaleniem konstytucji.
8 września 1991 roku odbyło się referendum niepodległościowe. Frekwencja wyniosła 71%. 95% głosujących opowiedziało się za niepodległością Macedonii. Referendum zbojkotowały albańska i serbska mniejszość narodowa. 17 września 1991 roku parlament Macedonii ogłosił niepodległość, a 17 listopada 1991 roku uchwaliła konstytucję.

## Bośnia i Hercegowina

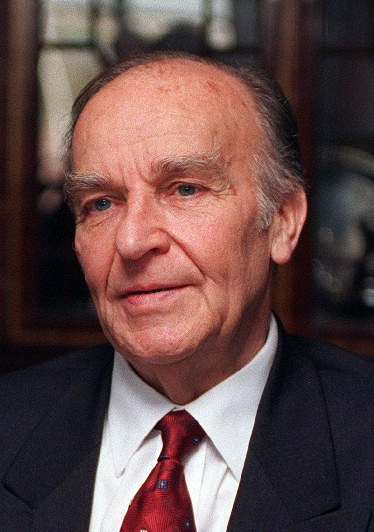
Alija Izetbegović, prezydent Bośni i Hercegowiny w latach 1990–1996

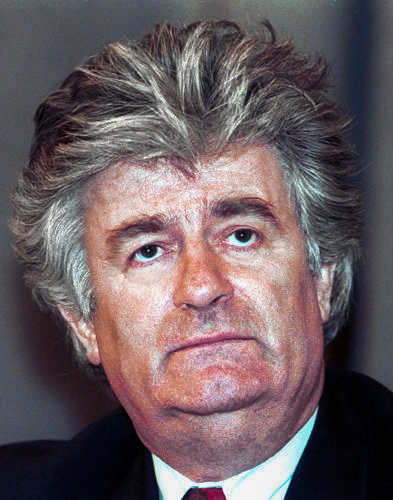
Radovan Karadžić, prezydent Republiki Serbskiej

### Przyczyny wybuchu wojny
Bośnia i Hercegowina była szczególnym przypadkiem w federacji jugosłowiańskiej – obszar ten zamieszkiwali Chorwaci, Serbowie oraz Muzułmanie (określani czasami jako Boszniacy). Muzułmanie zostali uznani za osobny naród w 1961 roku. W marcu 1992 roku Muzułmanie stanowili 43,47% mieszkańców, Serbowie 31,4%, a Chorwaci 17,3%. 20 grudnia 1990 roku nowym prezydentem Bośni i Hercegowiny został lider Muzułmańskiej Partii Akcji Demokratycznej Alija Izetbegović.
Odczuwający zagrożenie Serbowie bośniaccy rozpoczęli przygotowania bojowe przeciwko rządowi w Sarajewie. Serbowie bośniaccy zaczęli snuć plany o utworzeniu nowego państwa oraz wywalczeniu jak największego terytorium. Prezydent Chorwacji Franjo Tuđman otwarcie głosił, że Bośnia i Hercegowina to sztuczny twór, a Muzułmanie są groźnymi fundamentalistami. 21 grudnia Serbska Republika Bośni i Hercegowiny proklamowała niepodległość. Stolicą samozwańczej republiki została Banja Luka. Prezydentem Republiki Serbskiej został Radovan Karadžić.
W lutym 1992 roku Chorwacka Wspólnota Narodowa, Muzułmańska Partia Akcji Demokratycznej i Serbska Partia Demokratyczna poinformowały, że osiągnęły porozumienie w sprawie etnicznego podziału Bośni na siedem regionów: dwa muzułmańskie, dwa chorwackie i trzy serbskie. W dniach od 29 lutego do 1 marca w Bośni i Hercegowinie odbyło się referendum niepodległościowe. Serbowie bośniaccy nie zgadzający się ze statusem mniejszości narodowej ogłosili bojkot. 3 marca w Bosanskim Brodzie doszło do starć zbrojnych pomiędzy Serbami a Muzułmanami. Źródłem konfliktu był podział miejscowości według kryteriów narodowościowych. Konflikt rozszerzył się o kolejne miejscowości.

### Początek wojny w Bośni
Początkowo wojna była konfliktem pomiędzy Serbami (wspieranymi nieoficjalnie przez JNA) a Muzułmanami i Chorwatami, będącymi przez kilka miesięcy w sojuszu. W kwietniu 1992 roku przedstawiciel Serbów bośniackich Radovan Karadžić i przedstawiciel Chorwatów Mate Boban spotkali się w Grazu w celu ustalenia porozumienia ekonomicznego i wojskowego między obiema stronami. Według niektórych źródeł porozumienie uwzględniało również podział Bośni i Hercegowiny. Nie wiadomo, w jakim stopniu Karadžić współpracował z Miloševiciem od chwili rozmów w Grazu.
3 lipca 1992 roku Chorwaci bośniaccy proklamowali Chorwacką Republikę Herceg-Bośni ze stolicą w Mostarze. Na czele republiki stanął Mate Boban.
Od lipca 1992 do lipca 1993 roku Bośnia i Hercegowina dzieliła się de facto na cztery części. Serbowie kontrolowali północną i zachodnio-południową część (ok. 65% terytorium Bośni), Chorwaci południowo-wschodnią (ok. 20%), a Muzułmanie centralną (ok. 15%). W zależności od sytuacji wszystkie strony konfliktu tworzyły koniunkturalne sojusze. Na jednym obszarze formowano tymczasowy sojusz pomiędzy dwoma narodowościami, podczas gdy na innym (często w tym samym czasie) owe narodowości walczyły ze sobą.
W sierpniu 1992 roku opinią międzynarodową wstrząsnęły zdjęcia serbskich obozów dla internowanych. Według ONZ w całej byłej Jugosławii znajdowało się 466 takich miejsc, z czego 333 w Bośni i Hercegowinie. Według danych bośniackich w obozach przetrzymywano nawet 120 tys. osób. W dniach 26–27 sierpnia w Londynie obradowała konferencja pokojowa w sprawie byłej Jugosławii. W październiku 1992 roku Chorwaci zaatakowali Muzułmanów.
Na początku lat 90 XX w. wojsko Bośni i Hercegowiny liczyło ok. 160 tysięcy osób, a wojsko Serbii 64 tysiące. Bośnia i Hercegowina miała na wyposażeniu 75 czołgów, a Serbia 335. Słabością wojska Bośni i Hercegowiny był brak zaplecza technicznego i możliwości szkolenia swoich członków oraz brak doświadczenia wynikający z dopiero co stworzenia wojska. W wyniku późniejszego embarga ONZ (wprowadzonego we wrześniu 1991 roku) siły bośniackie mogły liczyć wyłącznie na nielegalne transfery broni lekkiej z krajów muzułmańskich (głównie Iranu). Na terenie dawnej Jugosławii działała nielegalna organizacja Third World Relief Agency (TWRA), która odpowiadała za zakup uzbrojenia dla rządu bośniackiego i sprowadzenie broni do państwa. TWRA miała środki pochodzące z krajów Bliskiego Wschodu, a także z Turcji, Malezji, Pakistanu, Sudanu. Wsparcie udzieliła też grupa Usamy ibn Ladina. Działalność TWRA przerwały austriackie służby specjalne we wrześniu 1995 roku. Alija Izetbegović zaapelował do przywódców o JNA o oddanie broni. Gdy to nie odniosło efektu, lider Muzułmanów zwrócił się do żołnierzy JNA o zachowanie neutralności w konflikcie.
19 maja 1992 roku JNA przemianowano w Armię Jugosławii. Armia Jugosławii oficjalnie wycofała się z Bośni i Hercegowiny. W rzeczywistości w Bośni i Hercegowinie zostało (w zależności od szacunków) od 50 do 80 tys. żołnierzy, będących rzekomo Serbami bośniackimi. Pozostali w Bośni i Hercegowinie siły sformowano w Republikę Serbską, dowodzoną przez Ratko Mladicia. Ponadto obok armii Mladicia walczyły serbskie oddziały paramilitarne, wśród nich czetnicy Vojislava Šešelja i Serbska Straż Ochotnicza, znana lepiej jako „Tygrysy” Arkana.

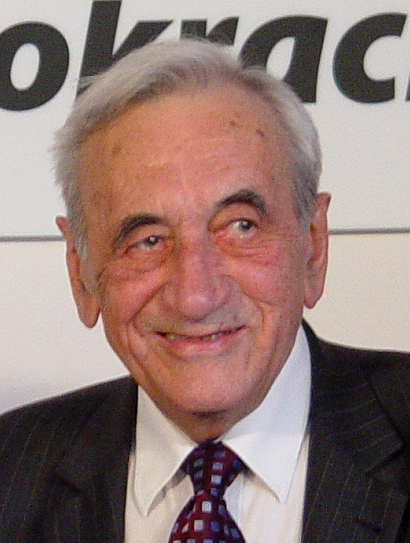
Tadeusz Mazowiecki, w latach 1992–1995 specjalny wysłannik Organizacji Narodów Zjednoczonych w Bośni i Hercegowinie

W sierpniu 1992 roku do Bośni i Hercegowiny przybył specjalny wysłannik ONZ Tadeusz Mazowiecki. Zadaniem Mazowieckiego było dokumentowanie zbrodni wojennych i łamania praw człowieka podczas wojny w Bośni. Raporty byłego premiera Polski przedstawiano później na forum ONZ. W raporcie z listopada 1992 roku pisał, że siły ochrony ONZ są atakowane pomimo podpisanych porozumień, jednak dzięki konwojom, chronionym przez siły pokojowe, umożliwiono dostarczenie pomocy humanitarnej ludności cywilnej oraz otwarto wiele dróg i mostów. W sierpniu 1993 roku Mazowiecki wyraził swoje rozczarowanie europejskimi i amerykańskimi politykami, bezradnymi wobec sytuacji w Bośni. Raporty dotyczące łamania praw człowieka podczas wojny przygotowywali również inni wysłannicy ONZ.

### Sarajewo
Od 5 kwietnia 1992 roku do 29 lutego 1996 roku siły Republiki Serbskiej i Armia Jugosławii oblegały Sarajewo. 6 kwietnia 1992 roku w mieście wybuchły zamieszki. Wielonarodowe społeczeństwo zgromadziło się wokół budynku parlamentu, protestując przeciwko polityce partii nacjonalistycznych. W proteście uczestniczyli głównie przedstawiciele organizacji pacyfistycznych i robotnicy (metalurgowie i górnicy). Manifestanci twierdzili, że partie nacjonalistyczne są odpowiedzialne za eskalację przemocy w Sarajewie. Według niektórych źródeł do uczestników protestu zaczęli strzelać serbscy snajperzy. Źródła podające tę informację jednocześnie uznają, że to wydarzenie stanowi początek wojny w Bośni i Hercegowinie.
Za sprawą zablokowania przez serbskie siły powietrzne lotniska, do Sarajewa nie docierała pomoc humanitarna. Prezydium jugosłowiańskie wystosowało prośbę do przedstawicieli władz serbskich Bośni i Hercegowiny, aby kontrolę nad lotniskiem przejęły siły pokojowe ONZ.
W ciągu kilku lat zginęło lub zaginęło ponad 10 tys. osób, a 56 tys. zostało rannych. Do września 1993 roku niemal wszystkie budynki w Sarajewie uszkodzono, a 35 tys. całkowicie zniszczono. Kontrowersje wzbudzają trzy serbskie ataki na centrum Sarajewa. Prawdopodobnie były one inspirowane przez samych żołnierzy bośniackich, chcących zwrócić uwagę zachodniej opinii publicznej na oblężenie miasta. Błędne informacje prezentowane w mediach zachodnich miały zmusić zachodnich polityków do większej aktywności w wojnie. Amerykańskie i europejskie media sugerowały, że miasto jest kompletnie odcięte od świata, a ludzie w nim uwięzieniu pozbawieni podstawowych środków do życia. W rzeczywistości istniał most lotniczy umożliwiający dostarczanie pomocy humanitarnej. W mediach jako ofiary oblężenia miasta postrzegano tylko Muzułmanów, zapominając o Serbach mieszkających w Sarajewie.

### 1993

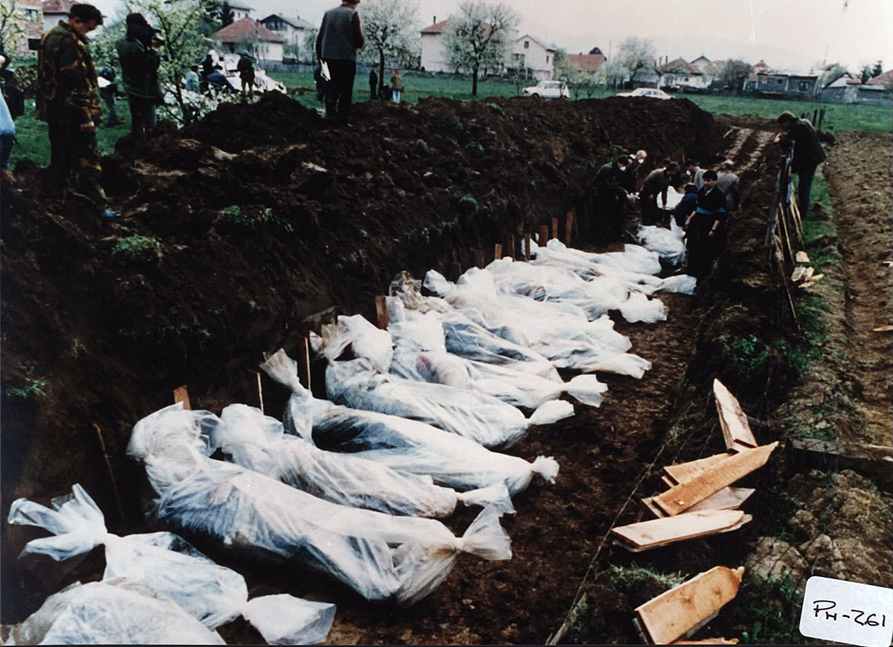
Ciała zabitych w kwietniu 1993 w okolicach Vitez

W maju Rada Bezpieczeństwa ONZ uznała Srebrenicę za enklawę (tzw. „bezpieczną strefę”), wolną od działań wojennych. Spokój w enklawie miały zapewnić siły pokojowe ONZ UNPROFOR (United Nations Protection Force). Siły pokojowe ONZ nie uspokoiły sytuacji w regionie. Przy bierności „błękitnych hełmów” Muzułmanie zaopatrywali się w broń.
2 stycznia 1993 roku rozpoczęły się negocjacje w Genewie. Mediatorami byli Cyrus Vance (z ramienia ONZ) i David Owen (z ramienia Unii Europejskiej). Plan Vance’a i Owena zakładał między innymi podział Bośni i Hercegowiny na dziesięć samodzielnych prowincji (po trzy dla Muzułmanów, Serbów i Chorwatów plus Sarajewo wraz z przylegającymi obszarami). Serbia miała otrzymała 43% terytorium Bośni i Hercegowiny. Mający zastrzeżenia Alija Izetbegović postawił na dwa warunki kontynuowania negocjacji: uznanie niepodległej Bośni i Hercegowiny na arenie międzynarodowej oraz oddanie ciężkiego uzbrojenia pod kontrolę Organizacji Narodów Zjednoczonych. Wobec planu negatywnie odniosła się Serbia. Na konferencji pokojowej Serbowie zaproponowali utworzenie państwa kompleksowego. W jej składzie miały znaleźć się trzy narody, a większość kompetencji miało być przekazane prowincjom. Postanowienia odrzuciła również Republika Serbska. Chorwacja przychylnie odniosła się do planu. Plan Vance’a-Owena poparł nowo wybrany prezydent Stanów Zjednoczonych Bill Clinton. 4 marca 1993 roku Amerykanie przekonali Muzułmanów i Chorwatów do utworzenia federacji. Rosja ostrzegła Serbię, że wycofa swoje poparcie dla Belgradu, jeśli odrzuci to rozwiązanie. 18 marca w Waszyngtonie podpisano porozumienie o utworzeniu federacji. Początkowo mała ona obejmować 30% terytorium Bośni, a docelowo objąć 50% terytorium Bośni i nie zajmować obszaru zamieszkałego przez Serbów. Federacja miała składać się z kantonów.
Negocjacje w Genewie trwały do maja 1993 roku. Najwięcej zastrzeżeń mieli Serbowie, niewyrażający zgody na proponowany kształt terytoriów. Jedna czwarta ziem zamieszkanych przez 620 tys. Serbów miała znaleźć się w regionie przypadającym Muzułmanom lub Chorwatom, a ziemie przyznane Serbom były mniej rozwinięte gospodarczo od pozostałych. 2 maja 1993 roku w Atenach prezydent Republiki Serbskiej Radovan Karadžić udzielił wstępnej zgody na warunki planu i jednocześnie zaapelował do serbskich posłów, aby przyjęli plan pokojowy. Projekt odrzucono, w wyniki czego Belgrad ograniczył pomoc dla Serbów bośniackich. W dniach 15–16 maja odbyło się referendum w sprawie przyjęcia planu pokojowego. Wzięło w nim udział 92% osób uprawnionych do głosowania, z czego 96% zagłosowało przeciwko planowi. Radovan Karadžić ogłosił, że zgodnie z wolą narodu nie zaakceptuje umowy. Wpływ na głosowanie miała Serbska Partia Radykalna Vojislava Šešelja.
W czerwcu 1993 roku w Genewie odbyła się kolejna konferencja, podczas której zaprezentowano projekt podziału Bośni na trzy państwa etniczne. Według planu Serbowie mieli otrzymać 51% terytoriów, Muzułmanie 30%, a Chorwaci 16%. Pozostałe 3% (Sarajewo i Mostar) miało znaleźć się pod administracją międzynarodową. Podział ten odrzucił Alija Izetbegović, Stany Zjednoczone i Unia Europejska. Slobodan Milošević pozytywnie odniósł się do propozycji Stoltenberga.
W połowie 1993 roku w Genewie rozpoczęto dyskusję na temat ewentualnego ataku bombowego na pozycje serbskie wokół Sarajewa. W sierpniu NATO wyraziło gotowość na przeprowadzenie bombardowań. Plany te pokrzyżowały jednak rozbieżne interesy członków NATO (Stany Zjednoczone popierały Bośnię i Hercegowinę, Niemcy Chorwację, a Grecja Serbię). We wrześniu Serbowie zaatakowali Muzułmanów w rejonie Bihać. W listopadzie Rada Bezpieczeństwa zgodziła się na wznowienie nalotów na pozycje serbskie. W grudniu Muzułmanie rozpoczęli kontrofensywę na północ od Sarajewa. W odpowiedzi Serbowie po raz pierwszy podczas wojny zatrzymali jako zakładników 52 żołnierzy z pokojowych oddziałów ONZ. Zakładników użyto w charakterze żywych tarcz.
Do końca 1993 roku podpisano ponad 70 układów rozejmowych, które nagminnie łamano.

### 1994
W lutym 1994 roku na placu targowym Markale w Sarajewie wybuchł pocisk, który zabił 68 osób i ranił 200. W reakcji na to wydarzenie NATO wystosowała do Serbów bośniackich ultimatum, by w ciągu dziesięciu dni wycofały się ze swoich pozycji wokół Sarajewa i oddały broń oddziałom UNPROFOR. Serbowie wycofali się ze swoich pozycji po rozmowach z Rosją, która zaczęła angażować się w wojnę w Bośni. Zastosowane wobec Serbów bośniackich ultimatum powtórzono wobec Chorwatów oblegających Mostar.
10 kwietnia NATO przeprowadziło pojedyncze naloty na pozycje serbskie.
W lipcu 1994 roku Republika Serbska odrzuciła projekt pokojowy Grupy Kontaktowej. Serbowie zażądali dodatkowych informacji dotyczących podziału Bośni i Hercegowiny. Wobec decyzji parlamentu Republiki Serbskiej swoje poparcie dla planu wycofał Alija Izetbegović. Milošević skrytykował odrzucenie planu przez Republikę Serbską. W obliczu groźby kolejnych sankcji, 18 sierpnia 1994 roku Federalna Republika Jugosławii zerwała stosunki dyplomatyczne z Republiką Serbską i zakazała wstępu jej przywódcom na terytorium Jugosławii. We wrześniu zawieszono część sankcji wobec Jugosławii, zezwolono jugosłowiańskim obywatelom brać udział w imprezach kulturalnych i sportowych. Nałożono na to sankcję Republice Serbskiej.
W grudniu 1994 roku Radovan Karadžić poprosił o mediację byłego prezydenta Stanów Zjednoczonych Jimmy’ego Cartera. W tym samym czasie Karadžić ogłosił sześciopunktowy plan pokojowy. Zgodnie z planem na obszarze całej Bośni i Hercegowiny konwoje ONZ miały mieć swobodę działania, personel ONZ i żołnierze muzułmańscy poniżej 19. roku życia mieli być uwolnieni, w Sarajewie i strefie wokół miasta miano wstrzymać ogień, a lotnisko miało być uruchomione. Na czas negocjacji, w których mediatorem był Carter, wstrzymano broń na czas czterech miesięcy. Muzułmanie zerwali zawieszenie broni. W odpowiedzi Serbowie zaatakowali Tuzlę, gdzie wzięli za zakładników żołnierzy „Błękitnej armii” ONZ.
31 grudnia przywódcy Muzułmanów i Serbów bośniackich podpisali porozumienie. Zawieszenie broni miało trwać przez cztery miesiące i podobnie jak poprzednie, nie było przestrzegane przez strony konfliktu.

### 1995

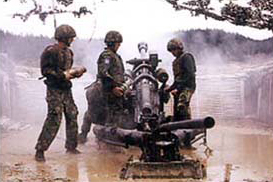
Brytyjscy żołnierze wchodzącego w skład Wielonarodowej Brygady ONZ (MNB) podczas ostrzału serbskich pozycji, 30 września 1995 roku

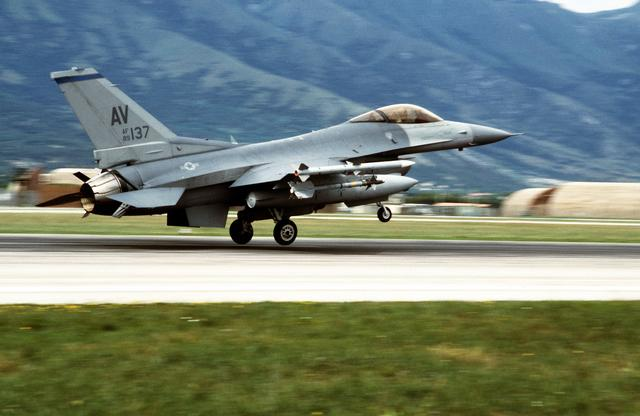
Amerykański samolot F-16 w trakcie jednej z operacji, Bośnia 1995

Pod koniec maja 1995 roku Serbowie zbombardowali Tuzlę, po czym wzięli do niewoli czterystu żołnierzy ONZ. W czerwcu samozwańcze republiki serbskie w Bośni i Chorwacji postanowiły utworzyć jednolitą zachodnią Serbię. Na początku lipca Milošević stwierdził, że Izetbegović dąży do utworzenia islamskiej republiki w centrum Europy. W lipcu Serbowie zaatakowali Srebrenicę i Žepę.
11 sierpnia 1995 roku do Bośni przybył Richard Holbrooke z misją zakończenia wojny. 28 sierpnia w Sarajewie zginęło 41 osób podczas kolejnego zbombardowania bazaru.

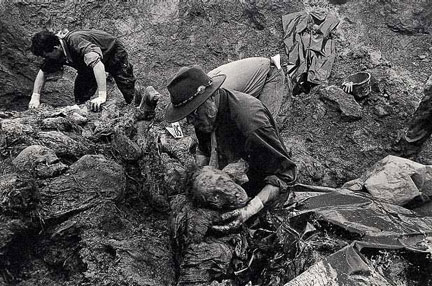
Ekshumacja ofiar masakry w Srebrenicy, 1996

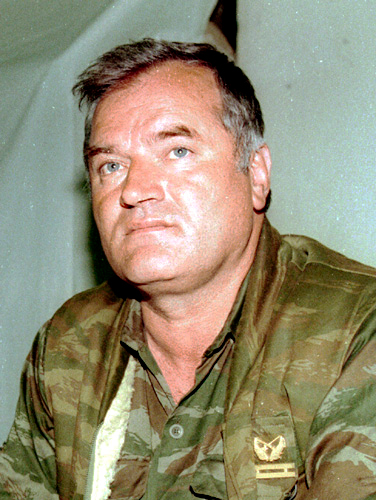
Gen. Ratko Mladić w czasie rozmów w Sarajewie, 1993 rok

W lipcu 1995 roku Serbowie przystąpili do ataku na Srebrenicę. Przy biernej postawie holenderskich oddziałów UNPROFOR (nie mających mandatu na użycie siły), Serbowie w ciągu kilku dni zajęli miasto. Po upadku enklawy generał Ratko Mladić zaproponował Muzułmanom szukającym schronienia przy głównej kwaterze UNPROFOR w Potocari (5 km od Srebrenicy) ewakuację z enklawy. Mężczyzn w wieku od 15 do 65 lat rozdzielono od kobiet, dzieci i osób starszych. Po zajęciu Srebrenicy gen. Mladić kilka razy spotkał się z dowódcą UNPROFOR, by zapewnić dostęp UNHCR do uchodźców, ewakuację rannych z enklawy i przekazać informacje o pobycie ewakuowanych mężczyzn. Gen. Mladić nie spełnił żadnego z żądań. Równolegle podczas rozmów gen. Mladicia z dowódcą UNPROFOR, na rozkaz swojego dowódcy serbscy żołnierze przeprowadzali masowe egzekucje Muzułmanów. Mordowano również osoby, które nie zgodziły się na ewakuację i wyruszyli pieszo do Tuzli, gdzie znajdowały się obozy dla uchodźców i baza ONZ. Ciała zamordowanych zakopywano w masowych grobach. Żołnierze serbscy od 11 lipca zabijali jeńców, a następnie ruszyli w pościg za uciekającymi Muzułmanami. Według sarajewskiego Centrum Badań i Dokumentacji, w Srebrenicy i najbliższej okolicy zamordowano 7100 osób (z czego 5000 stanowili mieszkańcy miasta).
Masakra w Srebrenicy do dzisiaj wywołuje ogromne spory wśród badaczy. Osoby opowiadające się przeciwko dyskryminacji Serbów podkreślają, że nie wszystkie ofiary masakry zginęły z rąk żołnierzy gen. Mladicia. Mord w Srebrenicy miał wpłynąć na zachowanie zachodnich polityków. W zachodnich mediach publikowano relacje uchodźców z Tuzli, gdzie przebywali uciekinierzy ze Srebrenicy. Minister spraw zagranicznych Niemiec Joschka Fischer porównał Serbów i Armię Jugosławii do faszystów. W raporcie ONZ na temat rezolucji nr 1019 (z 27 listopada 1995 roku), z około 10 tys. próśb rodzin o rozpoczęcie poszukiwań zaginionych, 2 tys. było duplikatami, a kolejne 5 tys. dotyczyły osób nie mieszkających w Srebrenicy tuż przed upadkiem enklawy. Dowódca wojsk ONZ w Bośni, gen. Philippe Morillon, uznał Aliję Izetbegovicia za osobę współwinną masakry w Srebrenicy. Po ujawnieniu mordu w mieście, do dymisji podał się specjalny wysłannik Komisji Praw Człowieka ONZ Tadeusz Mazowiecki.
W obawie przed eskalacją przemocy Slobodan Milošević zaproponował Aliji Izetbegoviciowi natychmiastowe zawarcie pokoju. Masakra w Srebrenicy była bezpośrednim impulsem do rozpoczęcia natowskiej operacji Deliberate Force. Operacja rozpoczęła się 30 sierpnia. Atak wojsk NATO wymusił w połowie września odblokowanie Sajarewa przez wojska serbskie. 12 października Serbowie i Muzułmanie podpisali dwumiesięczne zawieszenie broni.

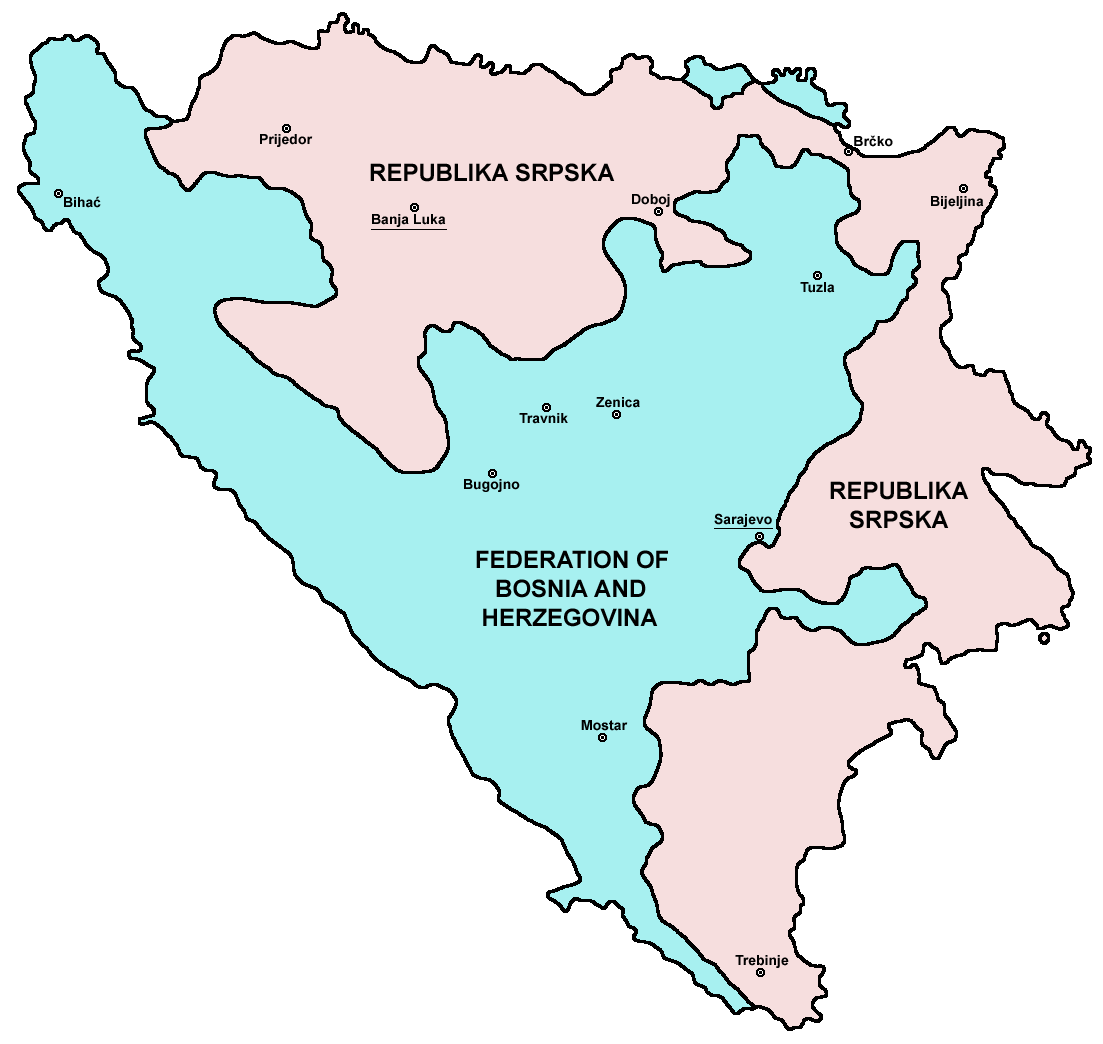
Podział Bośni i Hercegowiny zgodnie z układem w Dayton

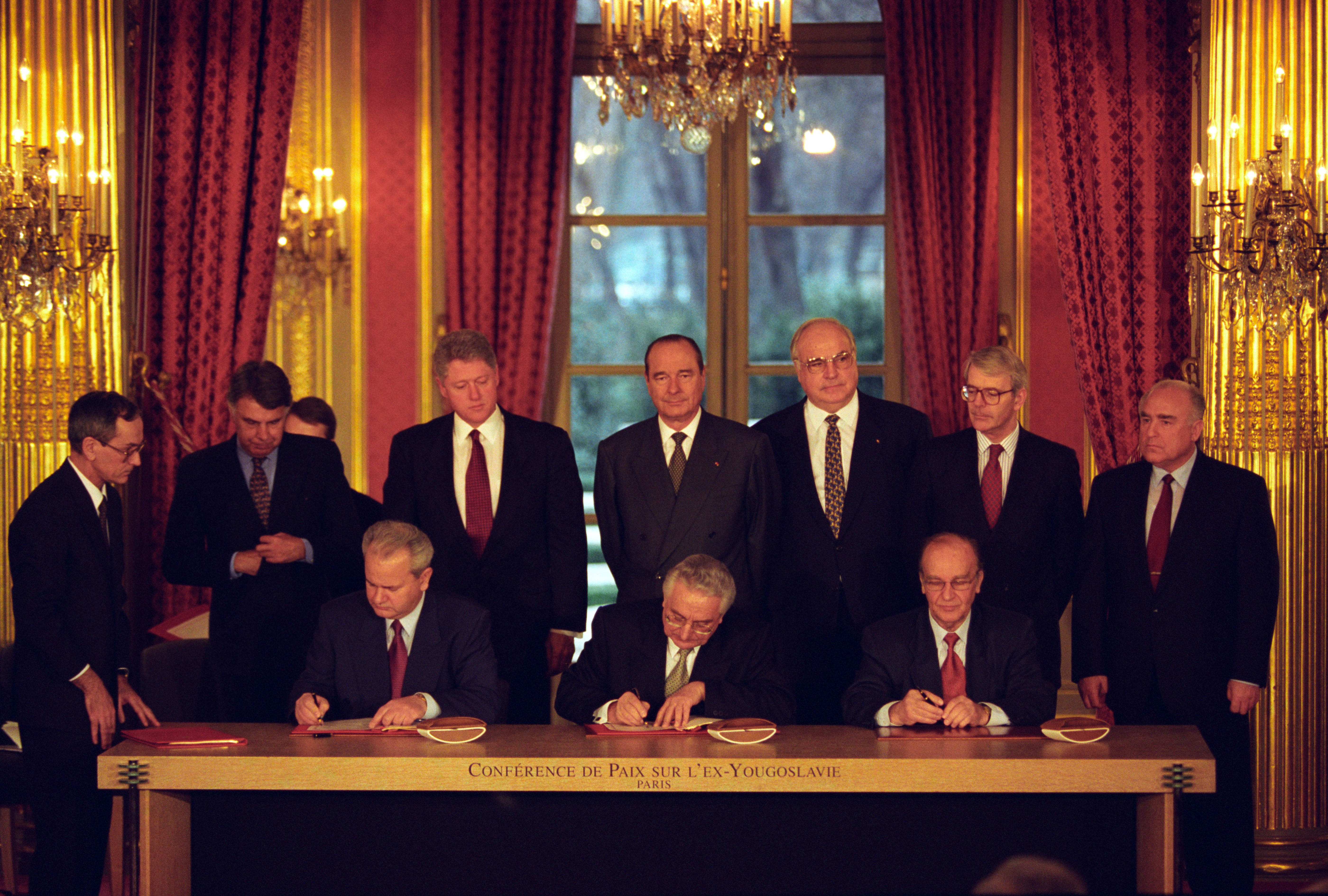
Slobodan Milošević, Franjo Tuđman i Alija Izetbegović podpisujący porozumienie pokojowe w Paryżu, 14 grudnia 1995

Po masakrze w Srebrenicy i chorwackiej ofensywie „Oluja” nastąpił zwrot w działaniach wojennych. Według Madeleine Albright, utrata przez Republikę Serbską możliwych środków do skończenia wojny, chorwacka ofensywa w Krajinie oraz gotowość Billa Clintona do pokazania amerykańskiej „hipermocy” w stosunkach międzynarodowych przyczyniły się do rozpoczęcia operacji NATO. Walki w Bośni i Hercegowinie trwały do połowy października. W międzyczasie ustalono zasady porozumienia pokojowego: Muzułmanie i Chorwaci zgodzili się na stworzenie Republiki Serbskiej Bośni, która miała później skonfederować się z Federalną Republiką Jugosławii, a Serbowie wyrazili zgodę na niezależność Bośni i Hercegowiny.
Na początku września 1995 roku w Genewie spotkali się ministrowie spraw zagranicznych Chorwacji, Federalnej Republiki Jugosławii oraz Bośni i Hercegowiny. W rozmowach wzięli udział również przedstawiciele Unii Europejskiej i Grupy Kontaktowej. Na spotkaniu ustalono zasady przyszłego porozumienia, gwarantującego integralność terytorialną Bośni i Hercegowiny, za cenę podziału państwa na dwie niemal równe części: Republikę Serbską i Muzułmańsko-Chorwacką Federację Bośni i Hercegowiny. Każda miała mieć własną konstytucję, politykę zagraniczną, walutę, armię i policję. Druga tura rozmów odbyła się pod koniec września.
1 listopada 1995 roku rozpoczęły się negocjacje w Dayton w Ohio. 10 listopada Chorwaci i Muzułmanie podpisali umowę kształtującą federację. 21 listopada parafowano traktat pokojowy w sprawie Bośni. Rozmowy w Dayton trwały do 21 listopada 1995 roku. 14 grudnia w Paryżu, przy obecności delegatów 52 państw, podpisano porozumienie pokojowe. Zgodnie z układem centralnymi organami państwa miały być: kolektywne prezydium, parlament i trybunał konstytucyjny. Owe organy miały odpowiadać za politykę zagraniczną, finanse, handel zagraniczny. Na obszarze Bośni i Hercegowiny miały stacjonować Siły Stabilizacyjne SFOR w liczbie 60 tys. żołnierzy oraz urząd Wysokiego Reprezentanta składającego się z zachodniej administracji. Traktat uniemożliwił utworzenie niepodległej Republiki Serbskiej, a tym samym ewentualne przyłączenie tego obszaru do Federalnej Republiki Jugosławii. Funkcję głowy państwa sprawuje trzyosobowe Prezydium Republiki. W jej skład wchodzą przedstawiciele Muzułmanów, Serbów i Chorwatów. Prezydium jest wybierane w wyborach powszechnych na czteroletnią kadencję. Na jej czele stoi przewodniczący, zmieniający się rotacyjnie co osiem miesięcy. Dwuizbowy Parlament składa się z Izby Narodowych Reprezentantów i Izby Narodów. Ponadto ustalono, że osoby uznane przez Międzynarodowy Trybunał Karny w Hadze za zbrodniarzy wojennych nie mogą sprawować funkcji publicznych, uchodźcy będą mogli wrócić do swoich domów, a enklawa muzułmańska Goražde będzie połączona z Federacją korytarzem.
5 marca 1999 roku utworzono Dystrykt Brczko. W regionie ustanowiono wieloetniczne siły porządkowe i odrębny system sądowy.

### Straty

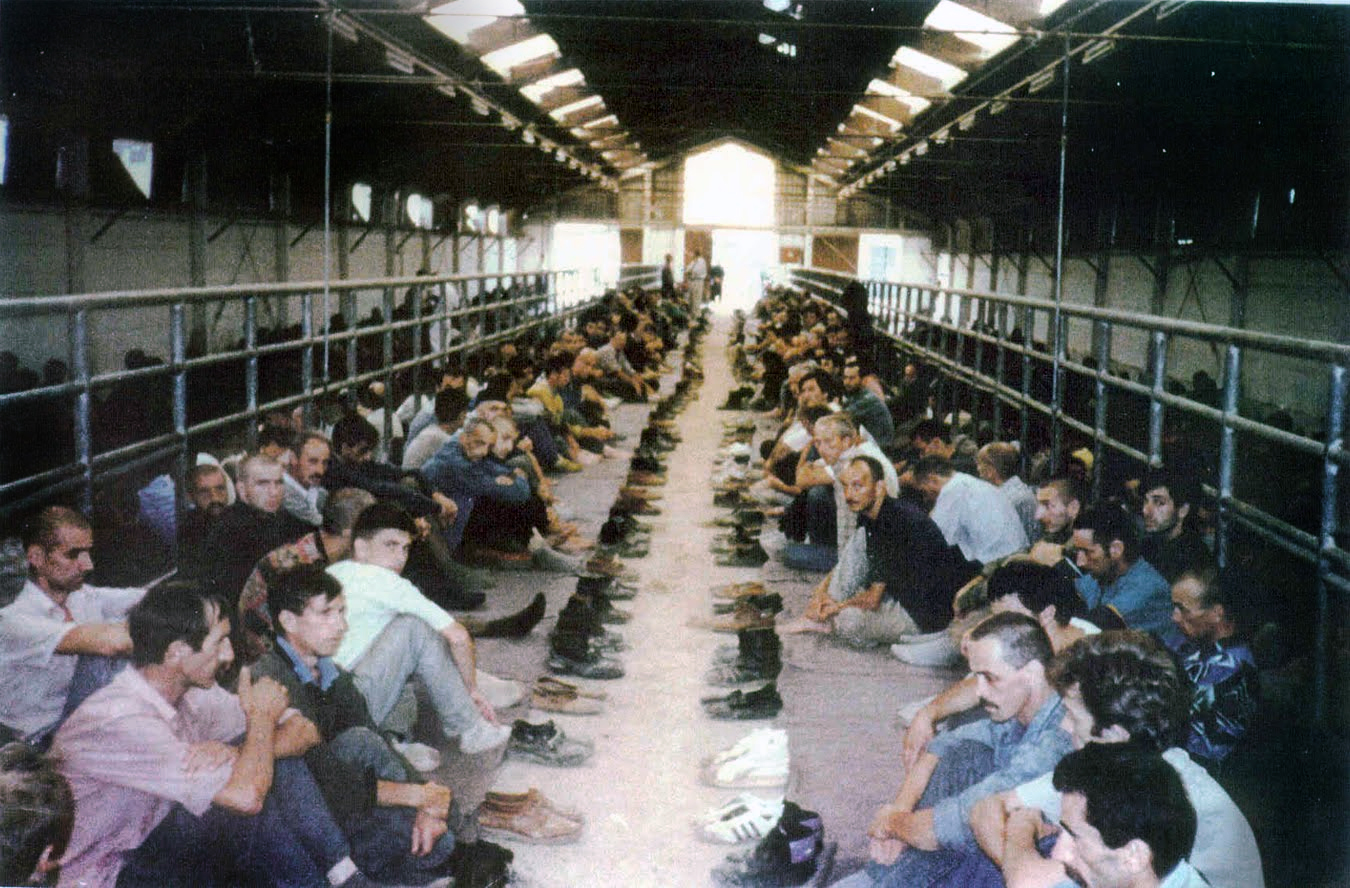
Obóz na górze Manjača blisko Banja Luki

W wyniku działań wojennych, czystek etnicznych, zabójstw i gwałtów, których dopuszczały się wszystkie strony konfliktu. W źródłach padają różna liczba ofiar konfliktu: od 70 do 300 tys. Chorwatów, Muzułmanów i Serbów (głównie cywilów). W 1997 roku resort zdrowia Federacji Bośni i Hercegowiny podał, że podczas wojny zabito 287 tys. osób. W latach 1994–2000 na obszarze Bośni i Hercegowiny odnaleziono ponad 100 masowych grobów. Na początku 1996 roku około 1,2 mln mieszkańców Bośni i Hercegowiny przebywało na uchodźstwie za granicą. Wszystkie strony konfliktu dopuszczały się aktów przemocy, a zdaniem opinii międzynarodowej szczególną brutalnością wykazywali się Serbowie. Najgłośniejszym symbolem mordów etnicznych stała się tzw. masakra w Srebrenicy. W obozach internowania osadzono około 120 tys. Muzułmanów i Chorwatów. Do końca 1992 roku w wyniku tortur, chorób i gwałtów zginęło 17 tys. osób. Na terenie Bośni i Hercegowiny istniały obozy koncentracyjne zakładane przez wszystkie strony konfliktu. Do dzisiaj nie ustalono liczby obozów. Serbowie dopuścili się zgwałcenia 20 tys. Muzułmanek. Stosowano czystki etniczne, polegające na usuwaniu z okupowanego obszaru ludności innej narodowości.
Podczas wojen w Chorwacji i Bośni członkowie mafii, przy poparciu polityków i wojskowych w byłej Jugosławii, dorabiali się dużych pieniędzy na handlu bronią i surowcami strategicznymi. Swoimi dochodami dzielili się z politykami i wojskowymi.

## Federalna Republika Jugosławii
W Serbii i Czarnogórze u władzy pozostali komuniści, którzy przemianowali się na socjalistów. 27 kwietnia 1992 roku Serbia i Czarnogóra powołały Federalną Republikę Jugosławii i uchwaliły konstytucję nowego państwa. W kwietniu 1992 roku Stany Zjednoczone i państwa EWG wycofały swoich ambasadorów z Belgradu. Organizacja Bezpieczeństwa i Współpracy w Europie (OBWE) wydała nową Deklarację dotyczącą Jugosławii, w której oskarżyły władze serbskie i Armię Jugosławii o zaostrzenie konfliktu w Bośni i Hercegowinie i pogwałcenie dotychczasowych warunków. Kraje zachodnie oświadczyły również, że winę ponoszą władze niewybrane w wolnych i demokratycznych wyborach, w których pozbawiono opozycję szansy uczciwej walki politycznej. Społeczeństwo serbskie podzieliło się wobec kwestii uregulowania stosunków z nowo powstałymi republikami. Stronnictwa opozycyjne opowiadały się za zawarciem traktatów pokojowych. Zwolennicy SPS Miloševicia opowiadali się za utworzeniem Wielkiej Serbii. Nurt nacjonalistyczny umocnił się na przełomie 1992 i 1993 roku po sukcesach wyborczych SPS i uzyskaniu przez Miloševicia poparcia przez ugrupowania parafaszystowskie (w tym ugrupowania serbskiego kryminalisty Željko Ražnatovicia).
27 kwietnia 1992 roku Federalna Republika Jugosławii uchwaliła nową konstytucję. Kraj znalazł się w izolacji międzynarodowej. Za sprawą wniosku Austrii Federalna Republika Jugosławii nie została przyjęta do OBWE. Federalna Republika Jugosławii miała być kontynuacją drugiej Jugosławii, jednak zagranica oraz część społeczeństwa uznały „Nową Jugosławię” za nowe państwo, nie mające nie wspólnego z SFRJ. Federalna Republika Jugosławii w ramach „zerwania z przeszłością” usunęła pięcioramienną gwiazdę z flagi.
31 maja 1992 roku uchwalono nowe zasady przeprowadzenia wyborów parlamentarnych i prezydenckich. 20 grudnia 1992 roku przeprowadzono wybory do parlamentu Federalnej Republiki Jugosławii i Serbii oraz wybory prezydenckie. Wybory parlamentarne w Serbii wygrała SPS, a prezydenckie Slobodan Milošević, pokonując Milana Panicia, przejściowo premiera Jugosławii, serbskiego przedsiębiorcę i polityka zamieszkałego w USA. Od 15 czerwca 1992 do 1 czerwca 1993 roku prezydentem Federalnej Republiki Jugosławii był Dobrica Ćosić, ale dominującą rolę odgrywał urzędujący prezydent Serbii, Slobodan Milošević. Kolejnymi prezydentami Federalnej Republiki Jugosławii byli: Miloš Radulović (od 1 czerwca do 25 czerwca 1993 roku) i Zoran Lilić (od 25 czerwca 1993 do 25 czerwca 1997 roku). Po Liliciu urząd ten objął Milošević.
W latach 1995–2000 doszło do osłabienia rządów Miloševicia. Jego zwolennicy krytykowali go za przyjęcie 200 tys. Serbów z Krajiny, co miało stanowić poparcie dla polityki Chorwacji w tym regionie. W kwietniu i maju 1996 roku, w Nišu –  twierdzy SPS, wybuchły protesty społeczne zorganizowane przez robotników. Do protestu dołączyły kolejne miasta. W 1996 roku z inicjatywy Partii Demokratycznej Zorana Đinđicia, Serbskiego Ruchu Odnowy Vuka Draškovicia i Demokratycznej Partii Serbii Vojislava Koštunicy powstała koalicja Zajedno (pol. Razem), która miała zwyciężyć w wyborach parlamentarnych w Jugosławii i samorządowych. 3 listopada Zajedno nie wygrała wyborów parlamentarnych do Skupsztiny Federalnej Republiki Jugosławii, uzyskując 22 mandaty, podczas gdy SPS zdobyła 64, a Serbska Partia Radykalna 16. 17 listopada koalicja zwyciężyła w czternastu, spośród osiemnastu największych miast w Serbii. Milošević odmówił uznania wyników wyborów, co wywołało demonstracje. Pod wpływem protestu i interwencji ONZ Milošević uznał wyniki w styczniu 1997 roku. Jednocześnie w Kosowie narastał konflikt pomiędzy Serbami a Albańczykami, który w 1999 roku przeobraził się w wojnę. W wojnie wzięło udział NATO, opowiadając się przeciwko Serbii. Interwencja NATO chwilowo wzmocniła pozycję Miloševicia, która po zawarciu pokoju ponownie zaczęła słabnąć.
W dniach 5 i 17 października 1997 roku, w Czarnogórze, odbyły się wybory prezydenckie, w których zwyciężył Milo Đukanović, reprezentujący zwolenników utrzymania autonomii Czarnogóry. Zwycięstwo Đukanovicia odebrano jako niechęć Czarnogóry wobec polityki Miloševicia w Serbii, który jako prezydent Federalnej Republiki Jugosławii dążył do zwiększenia serbskiej dominacji.

### Rewolucja buldożerów

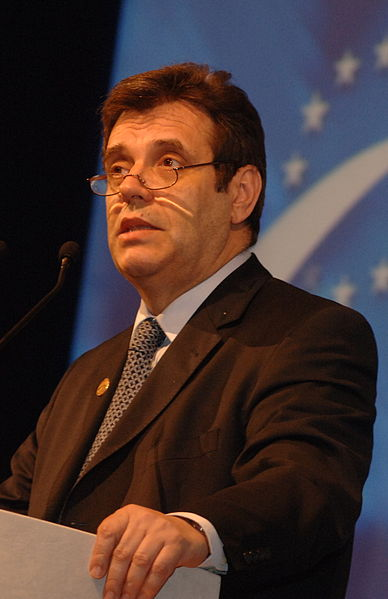
Vojislav Koštunica, prezydent Jugosławii w latach 2000–2003

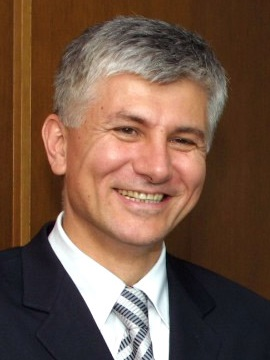
Zoran Đinđić – premier Serbii w latach 2001–2003

W 1996 roku, w Serbii, wybuchły protesty społeczne przeciwko autorytarnej polityce Miloševicia i SPS. Bezpośrednią przyczyną protestów było nieuznanie wyników wyborów samorządowych. Kolejne protesty wybuchły w 1998 roku. Chwilowe poparcie dla Miloševicia miało miejsce podczas bombardowania Serbii przez NATO. Duże znaczenie w kształtowaniu się opozycji w Serbii miała organizacja młodzieżowa Otpor, domagająca się odsunięcia Miloševicia od władzy, a następnie: przeprowadzenia wolnych wyborów, zniesienie cenzury i demokratyzacji kraju. W lutym 2000 roku odbył się pierwszy kongres Otporu. W spotkaniu wzięli udział przywódcy organizacji, liderzy partii opozycyjnych i dziennikarze. Sukcesy organizacyjne Otporu zachęciły środowiska opozycyjne do podjęcia działalności.
27 lipca 2000 roku Slobodan Milošević ogłosił przeprowadzenie przyspieszonych wyborów prezydenckich, które według nowego terminu miały odbyć się 24 września. Partie opozycyjne stworzyły wspólną koalicję pod nazwą Demokratyczna Opozycja Serbii (DOS) i wystawiła swojego kandydata na prezydenta – Vojislava Koštunicę. Pierwsza tura wyborów odbyła się 24 września. Opozycja ogłosiła zwycięstwo Koštunicy w pierwszej turze wyborów. Po kilku dniach komisja rządowa stwierdziła, że żaden z kandydatów nie uzyskał poparcia przekraczającego 50% i wezwała do drugiej tury wyborów. Decyzja ta doprowadziła do kryzysu politycznego. Opozycja nakazała Miloševicowi ustąpić ze stanowiska i przyznać się do sfałszowania wyborów. Termin wyznaczono na 5 października. 5 października do Belgradu jechały konwoje samochodów osobowych, ciężarówek i autobusów wożących przeciwników Miloševica. Do stolicy jechały także buldożery na platformach, które w razie konieczności miały przełamać barykady i blokady. Buldożery stały się symbolem protestów społecznych z 2000 roku, a same manifestacje nazwano „rewolucją buldożerów” (w Serbii marsz na stolicę określano również mianem rewolucji październikowej; serb. oktobarska revolucija). Szacuje się, że w protestach z 5 października wzięło udział milion osób. Przy bierności policji manifestanci zajęli Parlament, gdzie odkryli tysiące kart do głosowania z zaznaczonymi głosami na Miloševicia. Dzień po marszu na Belgrad Milošević uznał wynik Koštunicy.

### Jugosłowianie
Część społeczeństwa określająca się jako Jugosłowianie znalazła się w trudnym położeniu. Utożsamianie Jugosłowian z jakimkolwiek ugrupowaniem politycznym stanowiło dużą trudność, gdyż największą popularnością cieszyły się ugrupowania narodowe. Zazwyczaj Jugosłowianie wybierali partie innych narodów od tych dominujących w kraju, w którym mieszkali, lub też partie nie mające charakteru nacjonalistycznego. Rozpad kraju sprawił, że Jugosłowianie stali się w praktyce bezpaństwowcami. W wyniku powołania Federalnej Republiki Jugosławii przez Serbię i Czarnogórę ta grupa narodowa zaczęła być utożsamiona z „Nową Jugosławią”.

## Kosowo

### Przyczyny dążeń niepodległościowych

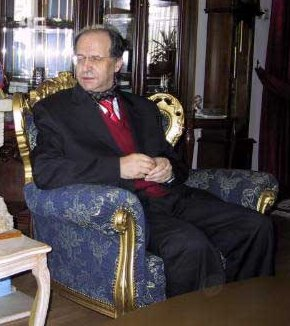
Ibrahim Rugova, przywódca kosowskich Albańczyków

Logo Armii Wyzwolenia Kosowa

W 1974 roku Kosowo przekształcono w autonomię wchodzącą w skład Serbii. W marcu 1989 roku zgodnie z nową konstytucją Serbii zlikwidowano konstytucję Kosowa i wcielono ją bezpośrednio do Serbii. Ujednolicenie Serbii przyjęto z aprobatą społeczeństwo serbskie. Utrata kolejnych praw przyczyniła się do rozwoju grup ekstremistycznych w Kosowie. W lutym 1990 roku w Kosowie wprowadzono stan wojenny. W lipcu 1990 roku albańscy delegaci do Parlamentu Kosowa opublikowali Deklarację Konstytucyjną, proklamowali niepodległość i republikę kosowską. Władze Serbii rozwiązały parlament i nie uznały ustawy. Albańczycy uznali uchwalenie Deklaracji Konstytucyjnej za fakt dokonany. We wrześniu 1990 roku w Serbii uchwalono nową konstytucję. Artykuł 6 głosił, że Republika Serbii zawiera Autonomiczną Prowincję Wojwodiny i Autonomiczną Prowincję Kosowa i Metohiji, mające formę terytorialnej autonomii. Kompetencje prowincji ograniczono w porównaniu z poprzednim stanem. Na mocy artykułu 109 głoszącego, że Republika Serbii decyduje o programach rozwoju ekonomicznego, socjalnego, regionalnego i innych. W rezultacie rozpoczęto serbizację oświaty w Kosowie, zamknięto albańskie rozgłośnie radiowe oraz zwolniono z pracy policjantów i urzędników pochodzenia albańskiego. Na skutek tego około 400 tys. Albańczyków opuściło Kosowo. Ich miejsce zajęli Serbowie.
30 września 1990 roku w Kosowie odbyło się referendum niepodległościowe. Według danych 99% głosujących poparło niepodległość Kosowa. Deklarację wstrzymano na pół roku. Władze albańskie ogłosiły bojkot państwa serbskiego, co miało polegać na uniezależnieniu się od Serbii i samodzielnym budowaniu struktur społecznych. W maju 1992 roku odbyły się nielegalne wybory parlamentarne, które zwyciężyła Demokratyczna Liga Kosowa. Prezydentem samozwańczej republiki został Ibrahim Rugova.
Po 1992 roku Albańczycy zaczęli dążyć do siłowego rozwiązania swoich problemów. Coraz większym poparciem cieszyła się nacjonalistyczna Armia Wyzwolenia Kosowa (alb. Ushtria Çlirimtare Kosovës; UÇK). UÇK powstała w 1994 roku, jednak niektóre źródła podają datę utworzenia Armii Wyzwolenia Kosowa na lata 1991 lub 1992. Rząd Serbii (jak i krótkotrwale Stany Zjednoczone) uznawały UÇK za organizację terrorystyczną, zaś Albańczycy uważali UÇK za ruch partyzancki. Zdaniem Ibrahima Rugovy, sprawcami ataków terrorystycznych byli serbscy prowokatorzy. Prawdopodobnie pierwszą akcją terrorystyczną UÇK było zabicie dwóch serbskich policjantów i ranienie pięciu następnych w zasadzce pod Glogovacem. Według różnych źródeł UÇK ujawniła się w czerwcu 1996 lub w styczniu 1997 roku. Podstawowym celem UÇK było zjednoczenie ziem zamieszkanych przez Albańczyków. Środki na działalność UÇK pochodziły z handlu heroiną i wsparcia imigrantów albańskich.
31 marca 1998 roku Rada Bezpieczeństwa ONZ przyjęła Rezolucję 1160 w sprawie Kosowa, w której potępiono nadmierne użycie siły przez policję serbską wobec mieszkańców Kosowa, jak i ataki terrorystyczne UÇK oraz osoby i grupy zagraniczne wspierające działalność Armii Wyzwolenia Kosowa. 23 kwietnia w Serbii odbyło się referendum, w którym obywatele mieli opowiedzieć się, czy chcą samodzielnie rozwiązać konflikt kosowski, czy też ze wsparciem opinii międzynarodowej. Przed referendum Slobodan Milošević wystąpił publicznie i ostrzegał, że Jugosławia ponownie jest zagrożona. 95% Serbów opowiedziało się za odrzuceniem pomocy zagranicznej.
Pod koniec 1998 roku UÇK przekształcono w zorganizowany ruch partyzancki, mający przywódców wojskowych i politycznych. W lutym 1998 roku Stany Zjednoczone i zachodnie media zaliczały UÇK za organizację terrorystyczną, jednak po krótkim czasie UÇK skreślono z listy organizacji terrorystycznych. Przywódców UÇK zaproszono na rozmowy pokojowe w Rambouillet.

### Negocjacje z Serbią

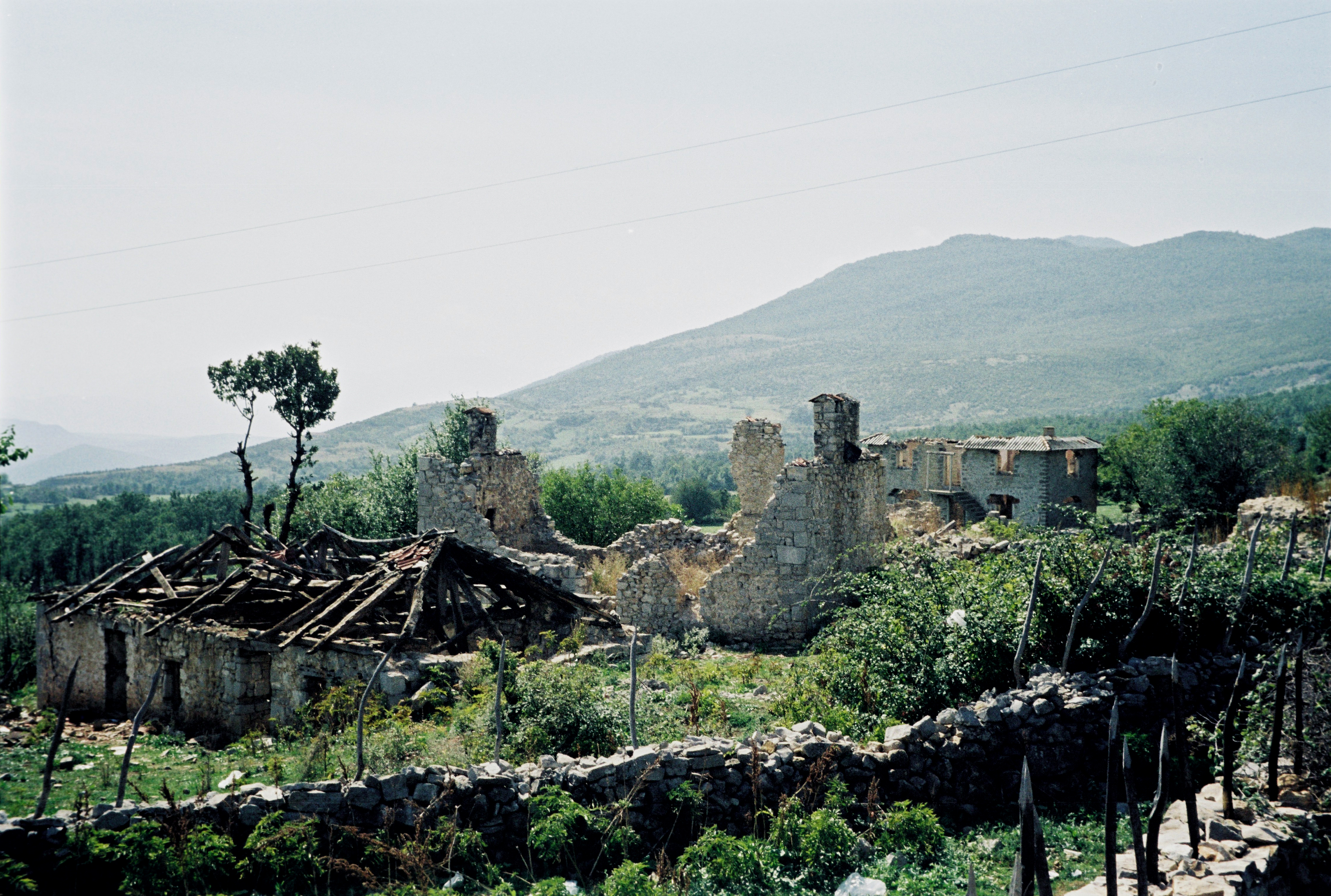
Ruiny domu kosowskich Albańczyków zniszczonego przez armię Federalnej Republiki Jugosławii

Nasilenie sporu pomiędzy UÇK a serbską policją i wojskiem skłoniły społeczność międzynarodową do aktywnego zaangażowania się w próbę rozwiązania konfliktu. W latach 1998–1999 rozmowy z Miloševiciem podjęli m.in.: specjalny wysłannik na Bałkany Robert Gelbrad, minister spraw zagranicznych Niemiec Klaus Winkel, minister spraw zagranicznych Francji Hubert Védrine oraz polski przewodniczący w OBWE Bronisław Geremek. Do Miloševicia wysyłano apele, aby powstrzymał działanie armii jugosłowiańskiej przeciwko Albańczykom i żeby wycofał wojska z Kosowa. Serbia odrzucała te propozycje, nie chcąc poddać wszystkich mieszkańców Kosowa pod kontrolę UÇK. Dyplomaci nie przywiązali wagi do faktu, że walkę w Kosowie rozpoczęła UÇK, która do maja 1998 roku przeprowadziła 361 ataków terrorystycznych w Kosowie.
9 marca 1998 roku w Londynie powstała Grupa Kontaktowa ds. byłej Jugosławii, skupiająca przedstawicieli Stanów Zjednoczonych, Francji, Niemiec, Rosji, Włoch i Wielkiej Brytanii. Grupa wprowadziła embargo na dostawy broni do Jugosławii i wezwała Miloševicia do rozpoczęcia rozmów z Albańczykami. Serbia była gotowa na rozmowy wyłącznie ze Stanami Zjednoczonymi. Serbowie okazywali lekceważący stosunek do przedstawicieli państw zachodnich, za którymi, jak sądzono, nie stoi żadna armia mogąca być użyta na Półwyspie Bałkańskim. 31 marca Rada Bezpieczeństwa ONZ przyjęła Rezolucję 1160 w sprawie Kosowa. W rezolucji potępiono nadmierne użycie siły przez policję serbską wobec ludności cywilnej oraz ataki terrorystyczne UÇK i osoby wspierające UÇK. 15 maja przedstawiciele Stanów Zjednoczonych Richard Holbrook i Richard Gelberd podjęli nieudaną próbę negocjacji między Serbami i Albańczykami.
11 czerwca 1998 roku sekretarz generalny NATO ogłosił, że podjęto decyzję o przygotowaniu operacji wojskowej, mającej na celu zakończenie konfliktu. Decyzja zakłada użycie sił powietrznych NATO i stacjonowanie wojsk w prowincji. 15 czerwca na terytorium Kosowa, Albanii i Macedonii przeprowadzono manewry „Determinated Falcon”, które miały uwiarygodnić możliwość interwencji. Manewry przyczyniły się tylko do radykalizacji żądań Albańczyków. 23 września 1998 roku Rada Bezpieczeństwa ONZ ponownie wezwała obie strony konfliktu do przerwania walk w Kosowie.
15 stycznia 1999 roku w Raczaku odnaleziono 45 ciał Albańczyków. Wizytujący dzień wcześniej we wsi przedstawiciele OBWE wrócili do Raczaku w celu zbadania ciał. Informacje o masakrze od samego początku były sprzeczne, a sprawcy zbrodni są nieznani. O dokonanie masakry oskarżono zarówno UÇK, jak i serbską policję. Zdaniem Albańczyków i działaczy międzynarodowych organizacji humanitarnych, dzień wcześniej około godziny piętnastej Serbowie rozstrzelali 23 mężczyzn. Serbowie twierdzili, że strzały były rezultatem walk pomiędzy serbskimi siłami a UÇK, a część ofiar stanowili albańscy partyzanci.
28 stycznia 1999 roku NATO zagroziła obu stronom konfliktu interwencją zbrojną, jeżeli strony odrzucą przygotowany przez Grupę Kontaktową do spraw byłej Jugosławii plan pokojowy. Zgodnie z planem Albańczycy z Kosowa mieli otrzymać autonomię w strukturach Federalnej Republiki Jugosławii. Obie strony zgodziły się na udział w rozmowach, choć z oporami. Parlament Jugosławii podjął decyzję prawie jednomyślnie, zaś Albańczycy spierali się co do programu i składu delegacji. Ostatecznie Kosowo reprezentowały wszystkie większe partie polityczne i UÇK. Rozmowy odbyły się 6 lutego w Ramboulliet pod Paryżem. W wyniku nacisków Stanów Zjednoczonych Albańczycy podpisali proponowane warunku, a Serbowie wprowadzili liczne poprawki, odrzucając postulaty ograniczające suwerenność Jugosławii.
Podstawą negocjacji był dokument opracowany pod kierunkiem Christophera Hilla. Dokument zakładał utworzenie znacznej autonomii dla Kosowa, wycofanie policji i wojska serbskiego i zastąpienie ich siłami rozjemczymi oraz przeprowadzenie referendum dotyczącego dalszych losów Kosowa po trzech latach od podpisania umowy. Rozmowy zakończyły się jednak fiaskiem i nie przyniosły wyników w postaci umów. Prowadząca negocjacje ówczesna sekretarz stanu Stanów Zjednoczonych Madeleine Albright została zastąpiona Richardem Holbrookiem. W dniach 21–22 marca 1999 roku Richard Holbrook próbował nakłonić Miloševicia do przyjęcia warunków, jednak nie osiągnął swojego celu. 24 marca NATO rozpoczęło interwencję w Jugosławii. Operacja nosiła nazwę Allied Force.

### Interwencja NATO

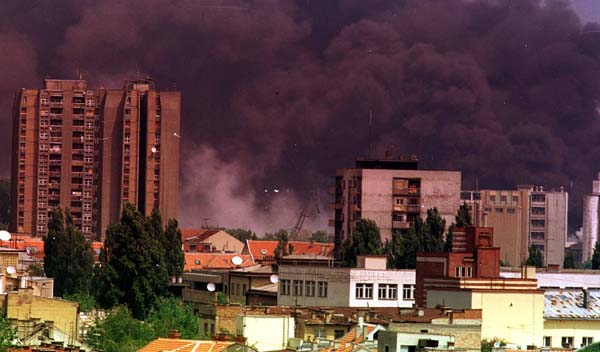
Bombardowanie Nowego Sadu

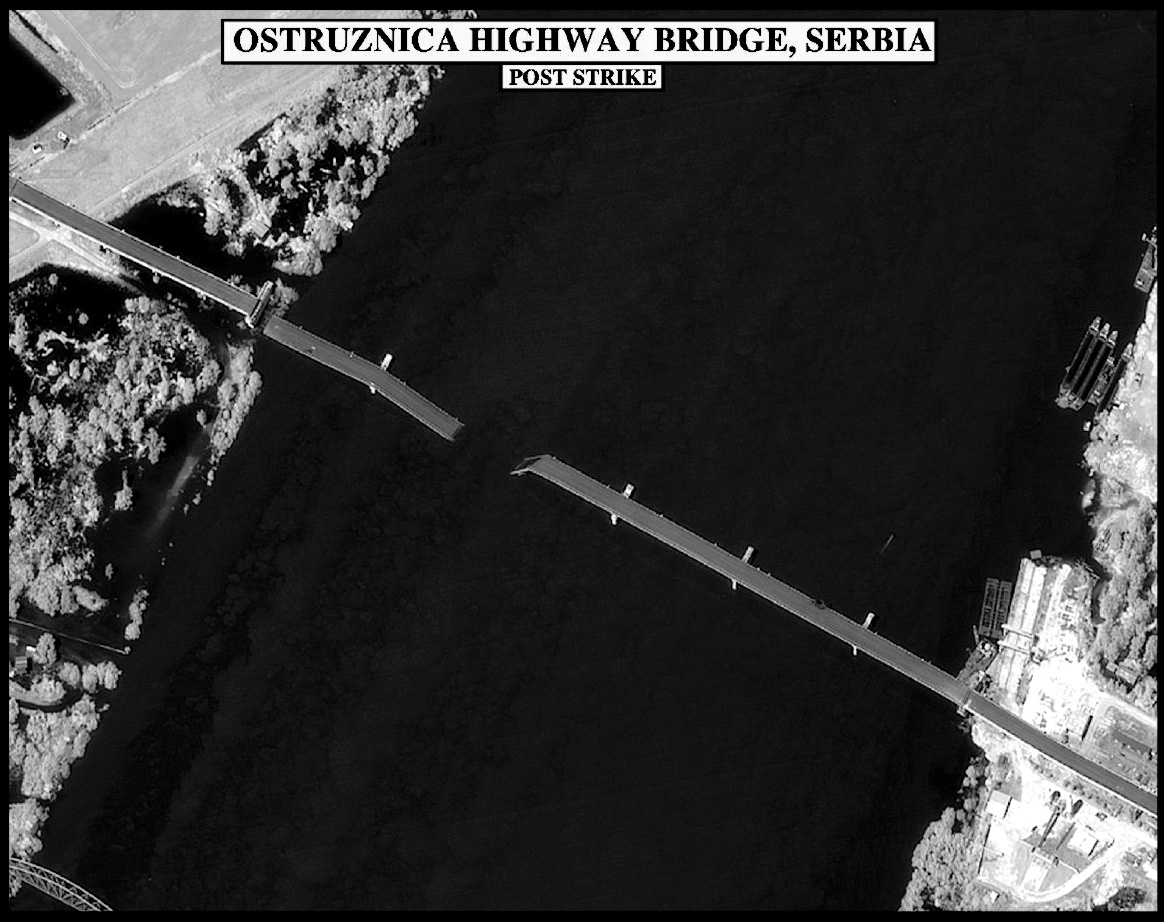
Most zniszczony przez bombardowanie NATO

Wojna w Kosowie miała potrwać kilka dni i wywołać natychmiastową kapitulację Serbii, jednak wojna trwała 78 dni. W przypadku niespełnienia tego celu, miały zostać przeprowadzone operacje naziemne (nie wcześniej niż przed zimą 1999 roku). Innym celem ataku na Jugosławię miało być usunięcie Miloševicia z urzędu. Według założenia amerykańskich polityków, Serbowie w obawie przed skutkami wojny doprowadzą do upadku rządów Miloševicia. Bombardowanie przyczyniło się jednak do zjednoczenia Serbów przeciwko NATO.
NATO przeprowadziło łącznie 13 tys. nalotów, przypuszczalnie pozbawiając Jugosławię jedną trzecią potencjału militarnego. Milošević wykorzystał atak wojsk NATO do eskalacji polityki czystek etnicznych.
6 maja 1999 roku na posiedzeniu państw G7 i Rosji w Bonn ustalono plan pokojowy dla Serbii. Rosja zgodziła się na rozmieszczenie międzynarodowych sił pokojowych w Kosowie oraz na przyjęcie ogólnych zasad ustanowienia pokoju w regionie. Efekt rozmów w Bonn usprawnił działania dyplomatyczne. 3 czerwca Parlament Narodowy Serbii przyjął porozumienie kończące wojnę. 9 czerwca Międzynarodowe Siły Pokojowe i Rząd Federalnej Republiki Jugosławii podpisali Wojskowe Porozumienie Techniczne, regulujące warunki wycofania wojsk serbskich. Porozumienie zakładało, że Serbia opuści Kosowo w ciągu jedenastu dni.
Rozpoczęto rozmowy między przedstawicielami wojsk Jugosławii a NATO, w celu ustalenia szczegółów wycofania części wojsk z Kosowa i rozmieszczenia tam sił pokojowych Kosovo Force (KFOR). Celem KFOR było powstrzymanie ataków wojska serbskiego na Albańczyków, zapewnienie bezpieczeństwa i porządku w regionie, demilitaryzacja UÇK, wspieranie i ochrona udzielanej pomocy humanitarnej oraz zapewnienie obecności cywilnych struktur Unii Europejskiej i Organizacji Narodów Zjednoczonych. W szczytowym okresie działalności KFOR liczyło ok. 50 tys. żołnierzy pochodzących z 39 państw NATO i spoza sojuszu. W marcu 2012 roku KFOR liczył 6226 żołnierzy z 29 państw. W latach 1999–2012 zginęło 168 żołnierzy KFOR, większość w wyniku wypadków. 10 czerwca 1999 roku Rada Bezpieczeństwa ONZ przyjęła Rezolucję 1244, kończącą wojnę kosowską.

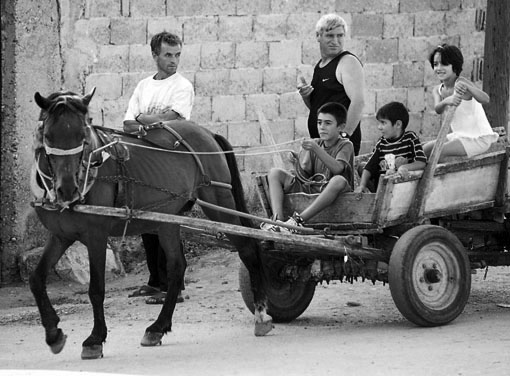
Uchodźcy serbscy uciekający z Kosowa

Podczas interwencji NATO zginęło ok. 5000 Albańczyków, a ponad 800 tys. uciekło za granicę (głównie do Albanii i Macedonii). W wyniku nalotów NATO zginęło ok. 2000 Serbów. Nieznana jest liczba Serbów zabitych podczas walk z UÇK. Nastąpił exodus ludności albańskiej, serbskiej i czarnogórskiej. Albańczycy szli w stronę Macedonii, co zaniepokoiło władze macedońskie, obawiające się zaburzenia równowagi demograficznej, gdzie znaczny wzrost Albańczyków może przenieść problem kosowski do Macedonii. Po wojnie Kosowo opuszczała ludność niealbańska. Od czerwca 1999 roku do 2001 roku z Kosowa uciekło 350 tys. Serbów, Czarnogórców, Cyganów i Turków. Ludność ta uciekała przed bezkarnymi Albańczykami.

## Kraje byłej Jugosławii po zakończeniu działań wojennych
Wojny w Jugosławii były jednym z głównych tematów serwisów prasowych na świecie, a rozwój wydarzeń w regionie relacjonowano na bieżąco do wybuchu wojny w Iraku w 2003 roku. Upadek Jugosławii umożliwił rozpoczęcie przebudowy Bałkanów w celu włączenia jej w całości do Unii Europejskiej. Poza Słowenią, wszystkie pozostałe państwa powstałe w wyniku rozpadu Jugosławii (oraz Albanię) zalicza się obecnie do Bałkanów Zachodnich. Nowe nadzieje na poprawę sytuacji przyniosły wydarzenia z lipca 2002 roku, kiedy to prezydenci Chorwacji, Bośni i Hercegowiny oraz Serbii podpisali porozumienie o poszanowaniu obecnego układu sił w regionie.

### Słowenia i Chorwacja
Po zakończeniu wojny dziesięciodniowej Słowenia sukcesywnie wdrażała reformy gospodarcze i polityczne, umożliwiające jej dołączenie do NATO i Unii Europejskiej. 1 maja 2004 roku jako pierwsza z dawnych republik Jugosławii została członkiem Unii Europejskiej.
Franjo Tuđman pragnął przekształcić Chorwację w kraj katolicki i konserwatywny. Wzorem stała się Bawaria. Krótko po zakończeniu wojny, w 1995 roku w Chorwacji przeprowadzono wybory parlamentarne, które wygrała HDZ. Pomimo przyczynienia się do rozstrzygnięcia konfliktu na Bałkanach Tuđman spotkał się z krytyką w sprawie powrotu serbskich uchodźców oraz braku ścigania chorwackich zbrodniarzy wojennych. W 1996 roku Chorwacja została członkiem Rady Europy. Do 1995 roku państwa zachodnie wspierały próby utworzenia Wielkiej Chorwacji przez Chorwacką Unię Demokratyczną, jednak, po podpisaniu traktatu w Dayton, Zachód wycofał swoje poparcie wobec polityki nacjonalistycznej Chorwacji. Pomimo narastającej niechęci obywateli wobec autorytarnego prezydenta, Tuđman wygrał wybory prezydenckie w 1997 roku. Zwycięstwo Tuđmana w wyborach spotkało się z dezaprobatą ze strony Unii Europejskiej. UE odmówiła rozpoczęcia rozmów w sprawie akcesji Chorwacji, argumentując to „deficytem demokracji”. Media niezależne szykanowano. Tygodnik opozycyjny Feral Tribune musiał płacić podatek w wysokości połowy przychodów za „rozpowszechnianie treści pornograficznych”. Próba zamknięcia Radia 101 w 1996 roku skończyło się manifestacjami w stolicy. Tuđman zmarł 10 grudnia 1999 roku. Śmierć Tuđmana przyczyniła się do dużego spadku poparcia dla HDZ. Po śmierci Tuđmana nagłośniono manipulacje wyborcze podczas poprzednich wyborów i kontrolowanie przez prezydenta mediów, co doprowadziło do przegranej Chorwackiej Unii Demokratycznej w wyborach parlamentarnych w styczniu 2000 roku. Władze w kraju objęła Socjaldemokratyczna Partia Chorwacji, a urząd premiera – Ivica Račan.
Nowym prezydentem Chorwacji został Stjepan Mesić. Na początku 2000 roku zastąpiono ustrój prezydencki parlamentarnym, rozpoczęto negocjacje z międzynarodowymi instytucjami, zrewidowano politykę wobec Bośni i Hercegowiny oraz nawiązano rozmowę z Federalną Republiką Jugosławii. Największym wyzwaniem Mesicia stał się spór związany ze współpracą z Międzynarodowym Trybunałem Karnym w Hadze. W 2000 roku kilkunastu generałów wystosowało list otwarty do Mesicia, gdzie zarzucono prezydentowi „kryminalizację wojny niepodległościowej”. Mesić podjął decyzję o natychmiastowym wysłaniu na emeryturę autorów listu. Brak sukcesów gospodarczych rządu Račana przyczyniły się do zwycięstwa HDZ w wyborach parlamentarnych w 2003 roku. Nowym premierem Chorwacji został Ivo Sanader. Ku zaskoczeniu wyborców HDZ Sanader prowadził życzliwą politykę wobec mniejszości serbskiej, kontynuował reformy gospodarcze mające na celu przyjęcie Chorwacji do Unii Europejskiej oraz współpracował z Trybunałem w Hadze. Negocjacje z Unią Europejską blokowały niektóre państwa członkowskie z powodu niezadowalającej współpracy z Trybunałem w Hadze. Impas chwilono przełamano w 2005 roku po aresztowaniu generała Ante Gotoviny. Sanader podał się do dymisji w lipcu 2009 roku po oskarżeniu go o korupcję. Jego następcą została Jadranka Kosor. W 2010 roku prezydentem Chorwacji został Ivo Josipović. Wybory parlamentarne w 2011 roku wygrała Socjaldemokratyczna Partia Chorwacji. Urząd premiera objął Zoran Milanović. W 2009 roku Chorwacja została członkiem NATO, a od 1 lipca 2013 roku członkiem Unii Europejskiej.
Krótko przed wybuchem wojny mieszkańcy Chorwacji zakładali, że po ogłoszeniu niepodległości Chorwacja stanie się bogatym krajem. Źródłami sukcesu gospodarczego miały być duże dochody z turystyki, bogactwo gleb Sławonii oraz wyedukowane społeczeństwo. Na inne państwa postkomunistyczne Chorwaci patrzyli protekcjonalnie i z wyższością. Za sprawą wojny z Serbami i patologii w życiu politycznym wizje te okazały się mrzonkami. Gospodarka Chorwacji była uzależniona od wpływów z turystyki. Titoistyczna spuścizna zbiurokratyzowanego zarządzania sprawiła, że republika przez dłuższy czas nie była gotowa na wprowadzenie gospodarki wolnorynkowej. Pomimo biurokracji przez pewien okres państwo to odnotowywało najlepsze wskaźniki gospodarcze w regionie. Produkowano towary nie będące w stanie konkurować na rynku europejskim. W 2006 roku Chorwacja przekroczyła poziom rozwoju z roku 1990 mierzony wielkością produktu krajowego brutto. Największe państwowe przedsiębiorstwa przejmowały najbogatsze chorwackie rodziny, nie mające odpowiedniego doświadczenia. Większość zakładów w wyniku niekompetencji kierownictwa i niedostosowania się do mechanizmów rynkowych upadła. Jedną trzecią dochodów do budżetu zapewnia sektor turystyczny. Żyzne ziemie Slawonii nie zostały po wojnie zagospodarowane.
Do dzisiaj widoczne jest poczucie wyższości Chorwatów wobec Serbów, formułowane na podstawie przekonania o wyższości kościoła katolickiego, reprezentującego tradycję zachodnią, nad kościołem prawosławnym, reprezentującą świat wschodni. Odżyły mity o „przedmurzu chrześcijaństwa”. Wpływy kultury wschodniej usunięto z życia publicznego. Chorwackie podręczniki szkolne i opracowania historyczne umiejscawiają Chorwację do świata zachodniego, a nie bałkańskiego. Chorwacja propaguje puryzm językowy, mający na celu usunięcie wyrazów serbskich, zarówno prawdziwych, jak i domniemanych. Wśród chorwackich lingwistów panuje konsensus, że język chorwacki nie miał w Jugosławii równoprawnego statusu, a język serbsko-chorwacki jest reliktem przeszłości. Dzisiejszy język chorwacki w niewielkim stopni różni się od języka z lat 80 XX w. W mowie potocznej „oczyszczony” język chorwacki nie występuje lub jest stosowany w formie żartu.

### Bośnia i Hercegowina
Pokój w Bośni i Hercegowinie zagwarantowały siły pokojowe IFOR, przekształcone następnie w SFOR. Układ w Dayton zapewnił częściową niezależność Serbom bośniackim. Rząd w Sarajewie nie ma wpływu na podatki i obronność. Niewielki wpływ na politykę Bośni i Hercegowiny ma Biuro Wysokiego Przedstawiciela ONZ, koncentrujące się na zapobieganiu wybuchowi konfliktu pomiędzy grupami etnicznymi zamieszkującymi Bośnię i Hercegowinę. Obecnie federacja jest jednym z najbiedniejszych państw w Europie. Gospodarka funkcjonuje głównie w szarej strefie. W 2019 roku 17,5% ludności żyło poniżej dolnego progu ubóstwa. W 2020 roku bezrobocie wyniosło 18,44%.
Po ataku na World Trade Center 11 września 2001 roku państwa zachodnie przestały poświęcać tak dużą uwagę Bośni i Hercegowinie. Wizerunek Aliji Izetbegovicia uległ przewartościowaniu po nagłośnieniu oficjalnych wizyt w radykalnych państwach islamskich na początku swojej prezydentury. Kontrowersje wywołała wizyta w Turcji, gdzie Izetbegović nie złożył kwiatów na grobowcu Mustafy Kemala Atatürka. Po zamachu na World Trade Center Izetbegovicia przedstawiano już nie jako intelektualistę będącego ofiarą serbskiego terroru państwowego, lecz jako fundamentalistę.

### Macedonia
Utworzenie niepodległej Macedonii wzbudziło niechęć państw sąsiadujących. Największe niezadowolenie wyrażała Grecja, sprzeciwiająca się nazwie państwa (Republika Macedonii) oraz umieszczeniu na fladze narodowej szesnastopromiennej, żółtej gwiazdy Werginy, pochodzącej z grobowca Filipa II Macedońskiego. 8 kwietnia 1993 roku, pomimo blokad Grecji, Macedonię przyjęto do ONZ pod nazwą Była Jugosłowiańska Republika Macedonii. Po uznaniu, przez społeczność międzynarodową, niepodległości Macedonii, Grecja wprowadziła wobec niej blokadę gospodarczą. Stabilności wewnętrznej zagrażała również potencjalna wojna domowa z separatystami albańskimi. Podczas interwencji NATO w Kosowie do Macedonii wyemigrowało ok. 300 tys. Albańczyków. Duży napływ ludności muzułmańskiej doprowadził do wybuchu konfliktu w Tetowie. Od lutego do sierpnia 2001 roku, w Tetowie, toczył się konflikt zbrojny pomiędzy rządem macedońskim i albańską mniejszością. Ostatecznie kryzys z Grecją został zażegnany 11 stycznia 2019 roku, wraz ze zmianą nazwy kraju na Republika Macedonii Północnej.

### Ostatnie lata Federalnej Republiki Jugosławii
Według raportu Konsekwencje ekonomiczne bombardowań NATO sporządzonego przez serbską partię polityczną G17 Plus, straty materialne poniesione przez Federalną Republikę Jugosławii w wyniku interwencji NATO wyniosły ok. 30 mld dolarów. Pod względem poziomu rozwoju przemysłowego w 2000 roku Federalna Republika Jugosławii znajdowała się na poziomie porównywalnym z końcem lat 50 XX wieku. Udzielenie pomocy gospodarczej przez kraje zachodnie wiązało się z postępami w procesie demokratyzacji Federalnej Republiki Jugosławii i współpracy z Międzynarodowym Trybunałem Karnym.
7 października 2000 roku Vojislava Koštunicę mianowano prezydentem Federalnej Republiki Jugosławii. 16 października SPS, DOS i Serbski Ruch Odnowy (serb. Srpski pokret obnove, SPO), a także prezydent Vojislav Koštunica i prezydent Serbii Milan Milutinović, podpisali porozumienie o zorganizowaniu przyspieszonych wyborów parlamentarnych. Termin wyznaczono na 23 grudnia. W listopadzie Federalna Republika Jugosławii ponownie została członkiem ONZ. Grudniowe wybory wygrał DOS, uzyskując 65% głosów. Premierem kraju został Zoran Đinđić z Partii Demokratycznej.
Federalna Republika Jugosławii otrzymywała pomoc gospodarczą od Stanów Zjednoczonych pod warunkiem nawiązania współpracy z Międzynarodowym Trybunałem Karnym dla Byłej Jugosławii. Koštunica przeciwstawiał się ekstradycji Miloševicia do Hagi, uważając, że były przywódca Federalnej Republiki Jugosławii powinien odpowiadać przed jugosłowiańskim sądem. 29 czerwca 2001 roku Zoran Đinđić przekazał Miloševicia trybunałowi haskiemu. Decyzja Đinđicia spotkała się z niezadowoleniem w Serbii. Pod koniec 2000 roku państwa zachodnie zaproponowały Czarnogórze poparcie dla ogłoszenia niepodległości w zamian za potępienie Miloševicia. Serbia początkowo niechętnie odnosiła się od rozmów na temat uniezależnenia Czarnogóry, gdyż obawiała się, że kolejny krok podejmie Wojwodina. 22 kwietnia 2001 roku wybory parlamentarne zwyciężyła Demokratyczna Partia Socjalistów Czarnogóry, a premierem został Milo Đukanović. W marcu 2002 roku Skupsztina Federalnej Republiki Jugosławii poluzowała związki Serbii z Czarnogórą.

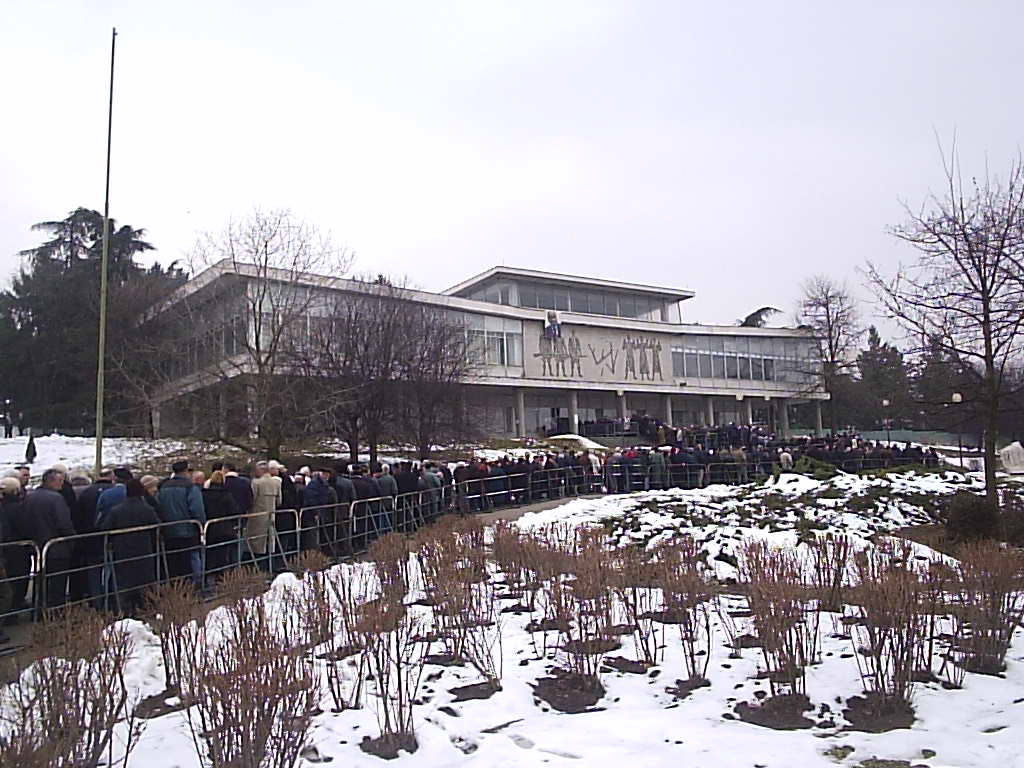
Pogrzeb Slobodana Miloševicia

31 marca 2001 roku Milošević został aresztowany, pod zarzutem korupcji i nadużycia władzy. 29 czerwca 2001 roku został przekazany Międzynarodowemu Trybunałowi Karnemu dla byłej Jugosławii, gdzie oskarżono go m.in. o zbrodnie przeciwko ludzkości, zbrodnie ludobójstwa i nieprzestrzeganie konwencji wojennych. Były przywódca Federalnej Republiki Jugosławii zmarł na atak serca 11 marca 2006 roku.
14 lutego 2002 roku przedstawiciele Serbii i Czarnogóry podpisali w Belgradzie umowę, która przekształcała Federalną Republikę Jugosławii w luźną konfederację republik o nazwie Serbia i Czarnogóra. Nowe państwo oficjalnie powołano 4 lutego 2003 roku, a pierwszym prezydentem został Svetozar Marović. 25 maja 2006 roku w Czarnogórze odbyło się referendum, w którym 55,5% mieszkańców opowiedziało się za niepodległością. Rozpad federacji nastąpił 3 czerwca 2006 roku. 6 czerwca parlament Serbii ogłosił, że Republika Serbska przejęła sukcesję prawną Serbii i Czarnogóry.
Rewolucja buldożerów i demokratyzacja Federalnej Republiki Jugosławii zostały pozytywnie odebrane w Europie. Relacje zakłóciło zamordowanie premiera Zorana Đinđicia 12 marca 2003 roku. Śmierć Đinđicia zmobilizowała władze do odsunięcia od urzędów przedstawicieli reżimu Miloševicia. Podczas realizacji akcji „Szabla” przesłuchano 10 tys. osób, 4,5 tys. zatrzymano, a 45 oskarżono o zaplanowanie morderstwa. Akcję „Szablę” wykorzystano do rozwiązania jednostki specjalnej serbskiego oddziału antyterrorystycznego (serb. Jedinica ze Specijalne Operacije; JSO) szkolącego oddziały paramilitarne oraz koordynującego ich działania podczas wojen w Chorwacji i Bośni. Jej dowódcą w latach 90 XX w. był Milorad Luković, znany lepiej jako „Legija”. Od kwietnia do czerwca 2003 roku w Serbii i Czarnogórze trwał stan wyjątkowy. Nowe władze w państwie oskarżano o stosowanie autorytarnych metod wobec mediów i sądownictwa oraz łamanie praw człowieka przez odnowione służby bezpieczeństwa.

#### Niepodległość Kosowa
Na podstawie rezolucji nr 1244 Rady Bezpieczeństwa ONZ z dnia 10 czerwca 1999 roku, do czerwca 2007 roku miały zostać podjęte konkretne decyzji dotyczące przyszłości Kosowa. Rząd Zorana Đinđicia odłożył problem Kosowa na później, skupiając się na innych problemach Federalnej Republiki Jugosławii, choć na początku 2003 roku Đinđić zaproponował podział prowincji. 15 maja 2003 roku parlament Kosowa uchwalił jednomyślnie Rezolucję w sprawie walki wyzwoleńczej narodu Kosowa o wolność i niepodległość. Do 2004 roku w Kosowie stacjonowało ok. 36 tys. żołnierzy NATO. Głównym zadaniem oddziałów NATO było zapewnienie ochrony wszystkich mieszkańców Kosowa, a w szczególności powracającym uchodźcom. Na początku XXI wieku Albańczyków oskarżano o prześladowanie Serbów, Romów, Bośniaków i Aszkali mieszkających w Kosowie.
Poparcie świata zachodniego dla niepodległości Kosowa uległo zmniejszeniu po zamachach z 11 września 2001 roku. W październiku 2002 roku Ministerstwo Finansów Stanów Zjednoczonych oskarżyło Global Relief Foundation o finansowanie działalności terrorystycznej w Kosowie.
24 października 2005 roku Rada Bezpieczeństwa zdecydowała się na rozpoczęcie rozmów na temat przyszłego statusu Kosowa. 14 listopada 2005 roku byłego premiera Finlandii, Martii Ahtisaariego, mianowano na stanowisko specjalnego wysłannika Sekretarza Generalnego Narodów Zjednoczonych ds. procesu określenia przyszłego statusu Kosowa. W lutym 2007 roku Ahtisaari zaprezentował plan działania. Kosowo miało otrzymać status podmiotowy prawa międzynarodowego, bez przyznania formalnej niepodległości. Region miał być kontrolowany przez NATO i Unię Europejską. Pod wpływem sporów pomiędzy Rosją, a Unią Europejską i Stanami Zjednoczonymi, plan zmieniono tak, by Kosowo otrzymało kontrolowaną niepodległość do kwietnia 2008 roku. Plan nie został jednomyślnie poparty przez członków Unii Europejskiej. Planu nie poparły kraje mające zwarte obszary mniejszości narodowych w swoich granicach (tj. Hiszpania, Słowacja) oraz państwa tradycyjnie kulturowo związane z Serbią (Bułgaria, Grecja, Cypr). Państwa UE zgodziły się na to, by przyszłość planu Ahtisaariego określiła Rada Bezpieczeństwa ONZ. Plan odrzuciły Rosja i Chiny.
17 lutego 2008 roku Kosowo jednostronnie ogłosiło niepodległość. Serbia uznała ten czyn za bezprawny i nielegalny. Do końca 2019 roku Kosowo uznało 98 państw.

## Międzynarodowy Trybunał Karny dla byłej Jugosławii

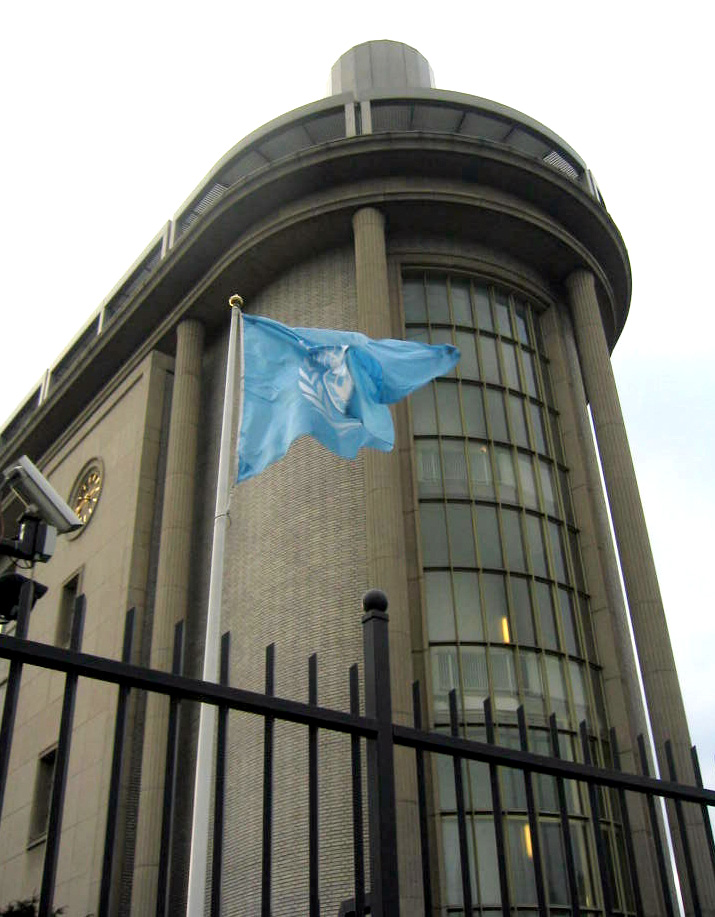
Budynek siedziby Międzynarodowego Trybunału Karnego dla byłej Jugosławii w Hadze

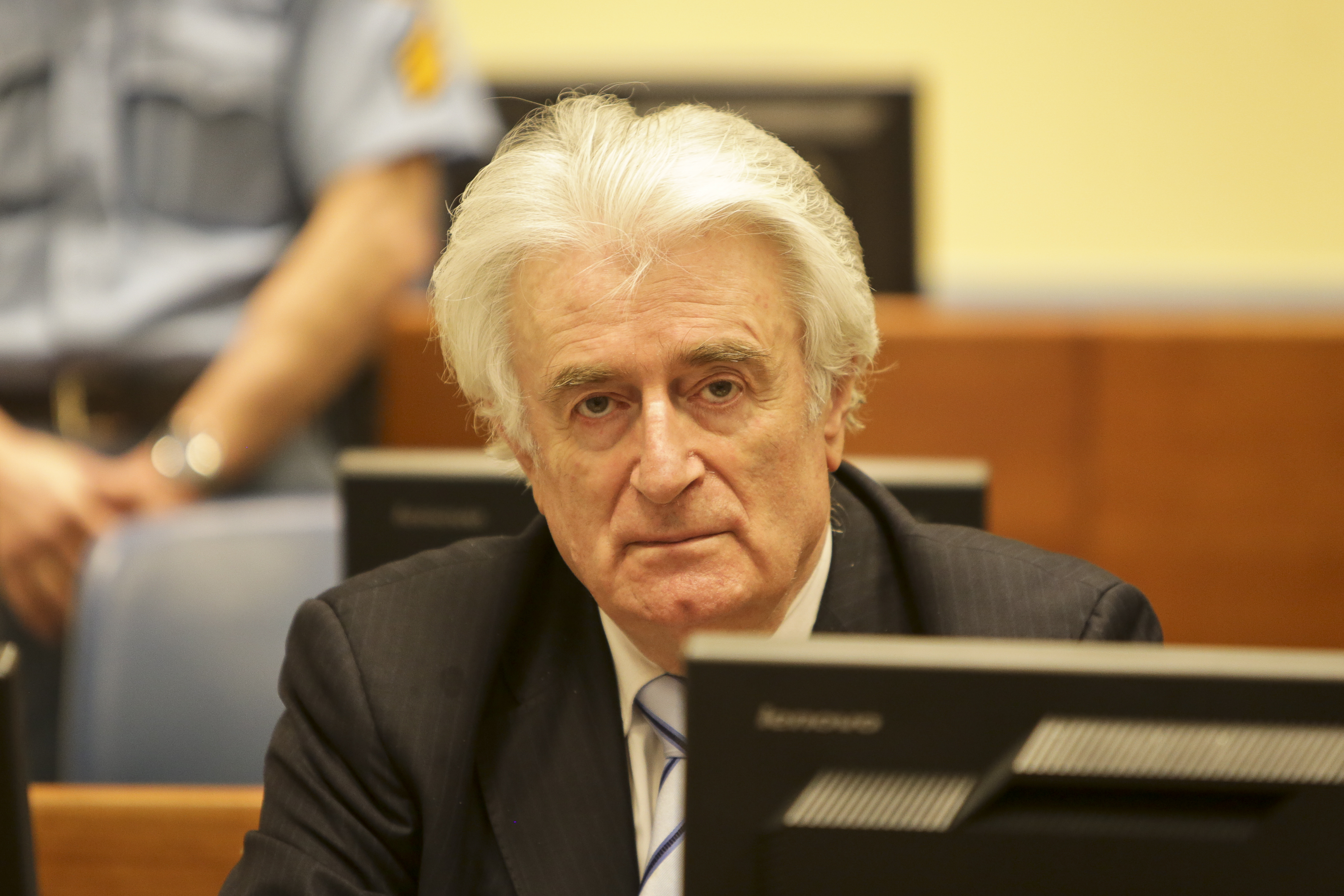
Radovan Karadžić podczas procesu, 2016

W lutym 1993 roku powołano Międzynarodowy Trybunał Karny dla byłej Jugosławii (MTK); pracę rozpoczął w grudniu 1993 roku. Jej zadaniem było osądzenie zbrodni wojennych popełnionych podczas wojen na Bałkanach w latach 90. XX w. Za siedzibę MTK przyjęto Hagę. MTK powołała Rada Bezpieczeństwa ONZ, wbrew prawu międzynarodowemu i swoim uprawnieniom. 18 lutego 1996 roku Alija Izetbegović, Franjo Tuđman i Slobodan Milošević podpisali porozumienie nazywane Rules of Road. Oparte na umowach dwustronnych porozumienie regulowało współpracę MTK z lokalnym wymiarem sprawiedliwości. Do 2014 roku MTK postawił w stan oskarżenia 141 osób. 71 skazano prawomocnym wyrokiem.
Po aresztowaniu, 31 marca 2001 roku, Miloševicia pod zarzutem korupcji i nadużywania władzy, Federalna Republika Jugosławii przekazała byłego przywódcę do MTK dnia 29 czerwca 2001 roku. Miloševicia oskarżono o popełnienie zbrodni ludobójstwa, zbrodni przeciwko ludzkości oraz naruszenie praw i zwyczajów wojennych w Chorwacji, Bośni i Hercegowinie oraz Kosowie. Proces rozpoczął się 12 lutego 2002 roku i był pierwszą w historii próbą osądzenia głowy państwa przez międzynarodowy trybunał. Były przywódca Federalnej Republiki Jugosławii usłyszał łącznie 66 zarzutów. W wyniku zawału serca zmarł w więzieniu w 2006 roku, nie doczekawszy wyroku.
Radovan Karadžić został zatrzymany w lipcu 2008 roku w Belgradzie. 24 marca 2016 roku MTK uznał Karadžicia winnym zbrodni przeciwko ludzkości, w tym ludobójstwa w Srebrenicy, i skazał go na 40 lat pozbawienia wolności. 20 marca 2019 roku Izba Odwoławcza MTK odrzuciła apelację i zmieniła poprzedni wyrok na karę dożywotniego pozbawienia wolności. Ratko Mladić został aresztowany 26 maja 2011 roku. 22 listopada 2017 roku MTK skazał Mladicia na dożywotnią karę pozbawienia wolności.
MTK wywołuje bardzo duże kontrowersje w Serbii. Wśród Serbów panuje pogląd, że MTK powołano wyłącznie dla byłej Jugosławii, a sam naród serbski napiętnowano jako szczególnie niegodziwy. MTK ściga zbrodniarzy ze wszystkich grup etnicznych, jednak od początku wybuchu wojen z lat 90 XX w. państwa zachodnie uznają Serbię za agresora i inicjatora rzezi.

## Rozpad Jugosławii w mediach
W państwach zachodnich oraz Europy Środkowo-Wschodniej wydarzenia w Jugosławii przedstawiano często nieobiektywnie. Wiele doniesień z Jugosławii okazywało się fałszywymi lub wyolbrzymionymi informacjami. Armię Jugosławii przedstawiano jako agresywną armię, nie cofającą się przed niczym, aby tylko utrzymać jedność państwa.
W wywiadzie dla New York Times, z czerwca 1992 roku, Slobodan Milošević stwierdził, że za problemy w Jugosławii częściowo odpowiada wojna medialna przeciwko Jugosławii. Swoje stanowisko Milošević argumentował przykładami braku zainteresowania prasy zagranicznej stanowiskiem Skupsztiny i masakry serbskiej ludności cywilnej. W mediach zachodnich serbskie obozy dla więźniów chorwackich i bośniackich nazywano obozami śmierci i porównywano je z niemieckimi obozami z czasów II wojny światowej. Negatywne stanowisko wobec Serbów przyczyniło się do jednostronnego odbioru konfliktu w Kosowie z 1999 roku.
W 1994 roku ukazała się książka Petera Brocka Media Cleansing: Dirty Reporting, poświęconą przekłamaniom w mediach na temat wojen w Jugosławii. Zdanie Brocka, media stworzyły sfałszowany obraz wojen powstały na potrzeby manipulacji opinii publicznej. Książka wywołała kontrowersje. Większość dziennikarzy zachodnich reprezentowała stanowiska przeciwko Serbii. W tygodniku Polityka Adam Krzemiński podzielał opinie Brocka, a Konstanty Gebert uznał ustalenia książki za egzemplifikację pojedynczych przykładów, nie mogących być wystarczającym argumentem na tendencyjność mediów zachodnich, a strona serbska zarzucając mediom zachodnim manipulacje sama manipuluje.